# 17. Dezember
Der 17. Dezember ist der 351. Tag des gregorianischen Kalenders (der 352. in Schaltjahren), somit bleiben 14 Tage bis zum Jahresende.

## Ereignisse

### Politik und Weltgeschehen
- 0546: Im Kampf gegen Ostrom erobern die Ostgoten unter Totila das knapp sieben Jahre zuvor vom oströmischen Feldherrn Belisar eingenommene Rom zurück. Die wirtschaftlichen und sozialen Folgen des Krieges läuten das Ende der Antike in Italien ein.

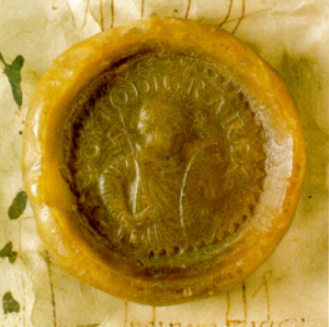
Siegel Ottos I.

- 0954: König Otto I. hält in Arnstadt einen Reichstag ab, bei dem sich sein aufständischer Sohn Liudolf förmlich unterwirft. Sein ältester Sohn Wilhelm wird zudem zum Erzbischof von Mainz gewählt. Damit werden die innenpolitischen Voraussetzungen für die siegreiche Schlacht auf dem Lechfeld gegen die Ungarn im Jahre 955 geschaffen.
- 1282: König Rudolf I. belehnt auf dem Reichstag zu Augsburg seine Söhne Albrecht und Rudolf „zur gemeinsamen Hand“ mit den Herzogtümern Österreich und Steiermark, was den österreichischen Besitzstand der Habsburger begründet. Die feierliche Urkunde hierüber wird am 27. Dezember ausgestellt.
- 1513: Appenzell wird als 13. Kanton Mitglied der dreizehnörtigen Eidgenossenschaft.
- 1583: Im Truchsessischen Krieg erobern Söldner des neuen Kurfürsten Ernst von Bayern die Godesburg, die von einer Streitmacht seines Vorgängers Gebhard I. von Waldburg verteidigt wird.
- 1607: Bayerische Truppen besetzen das mehrheitlich protestantische und in Reichsacht befindliche Donauwörth. Ursache der vom Kaiser Rudolf II. beauftragten Strafaktion war das Stören zweier katholischer Prozessionen. Die freie Reichsstadt wird vom bayerischen Herzog Maximilian I. als Pfand behalten. Die katholische Besetzung der Stadt trägt zur Gründung der Protestantischen Union bei.

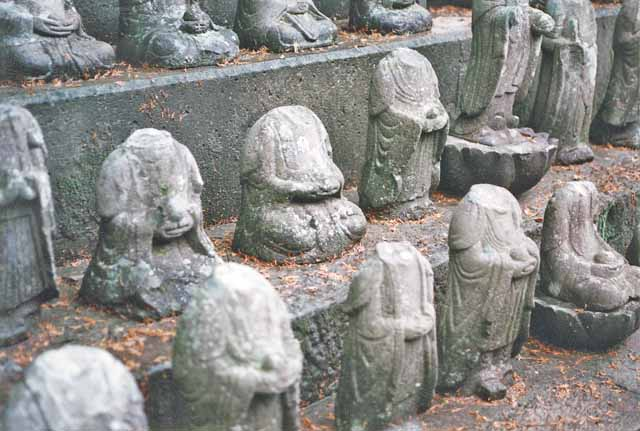
1637: von den Rebellen enthauptete Jizō-Statuen

- 1637: Während der Herrschaft von Tokugawa Iemitsu erheben sich zum Christentum konvertierte japanische Bauern gegen Matsukura Katsuie, den für seine Grausamkeit bekannten lokalen Daimyō. Der Shimabara-Aufstand beginnt.
- 1638: Bernhard von Sachsen-Weimar erobert im Dreißigjährigen Krieg mit französischem Geld die Reichsfestung Breisach am Rhein von den Kaiserlichen, behält diese jedoch als eigene Besitzung.
- 1718: Nach Zurückweisung der Bedingungen der Quadrupelallianz aus Großbritannien, Frankreich, Österreich und den Niederlanden durch Spanien erklärt Großbritannien Spanien den Krieg.

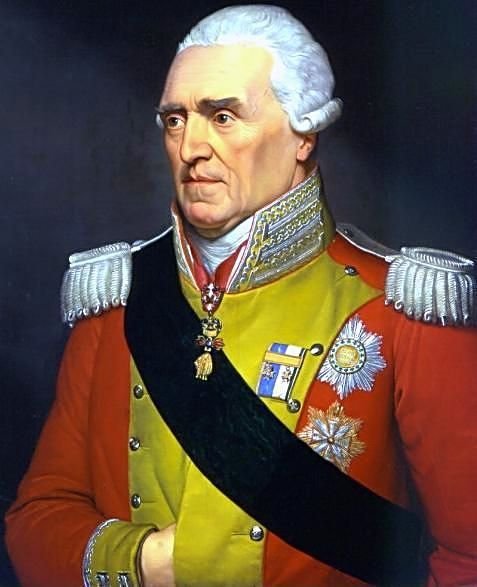
1763: Friedrich August III.

- 1763: Durch den Tod seines Vaters Friedrich Christian wird Friedrich August III. sächsischer Kurfürst.
- 1777: Frankreich erkennt die Unabhängigkeit der Vereinigten Staaten an.
- 1792: Im Fürstbistum Basel wird die Raurakische Republik als französische Tochterrepublik errichtet.
- 1807: Im zweiten Mailänder Dekret verschärft Napoleon Bonaparte die Kontinentalsperre gegenüber Großbritannien. Schiffen neutraler Staaten droht damit die Konfiskation bei Warenverkehr mit den Briten.

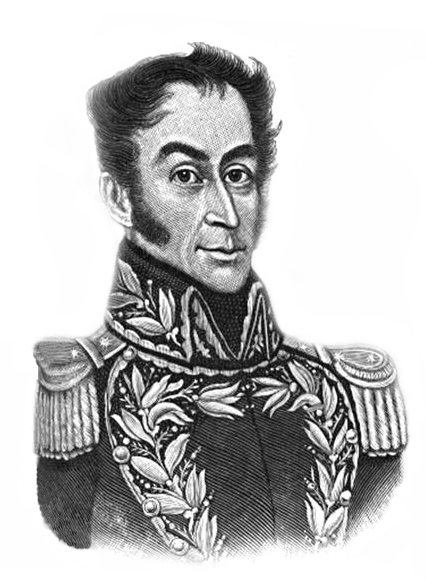
1819: Simón Bolívar

- 1819: Simón Bolívar erklärt auf dem Kongress von Angostura im heutigen Ciudad Bolívar die Bildung der Republik Kolumbien und damit die Unabhängigkeit von Spanien.
- 1907: Der bisherige britische Statthalter Ugyen Wangchuk wird in Punakha zum ersten König von Bhutan gekrönt.
- 1909: Durch den Tod von Leopold II. wird sein Neffe Albert I. König von Belgien.
- 1915: Die von den Italienern begonnene Vierte Isonzoschlacht wird vom österreich-ungarischen Generalstab für beendet erklärt. Trotz großer personeller und materieller Anstrengungen konnte Italien keinen nennenswerten Erfolg erzielen.
- 1918: In einem Artikel in der Neuen Zürcher Zeitung begründet der britische General Frederick Maurice die Dolchstoßlegende.
- 1919: Die konstituierende Nationalversammlung der Republik Österreich verabschiedet ein Gesetz zur Einführung des Achtstundentages.
- 1922: Die letzten britischen Truppen verlassen den Irischen Freistaat.

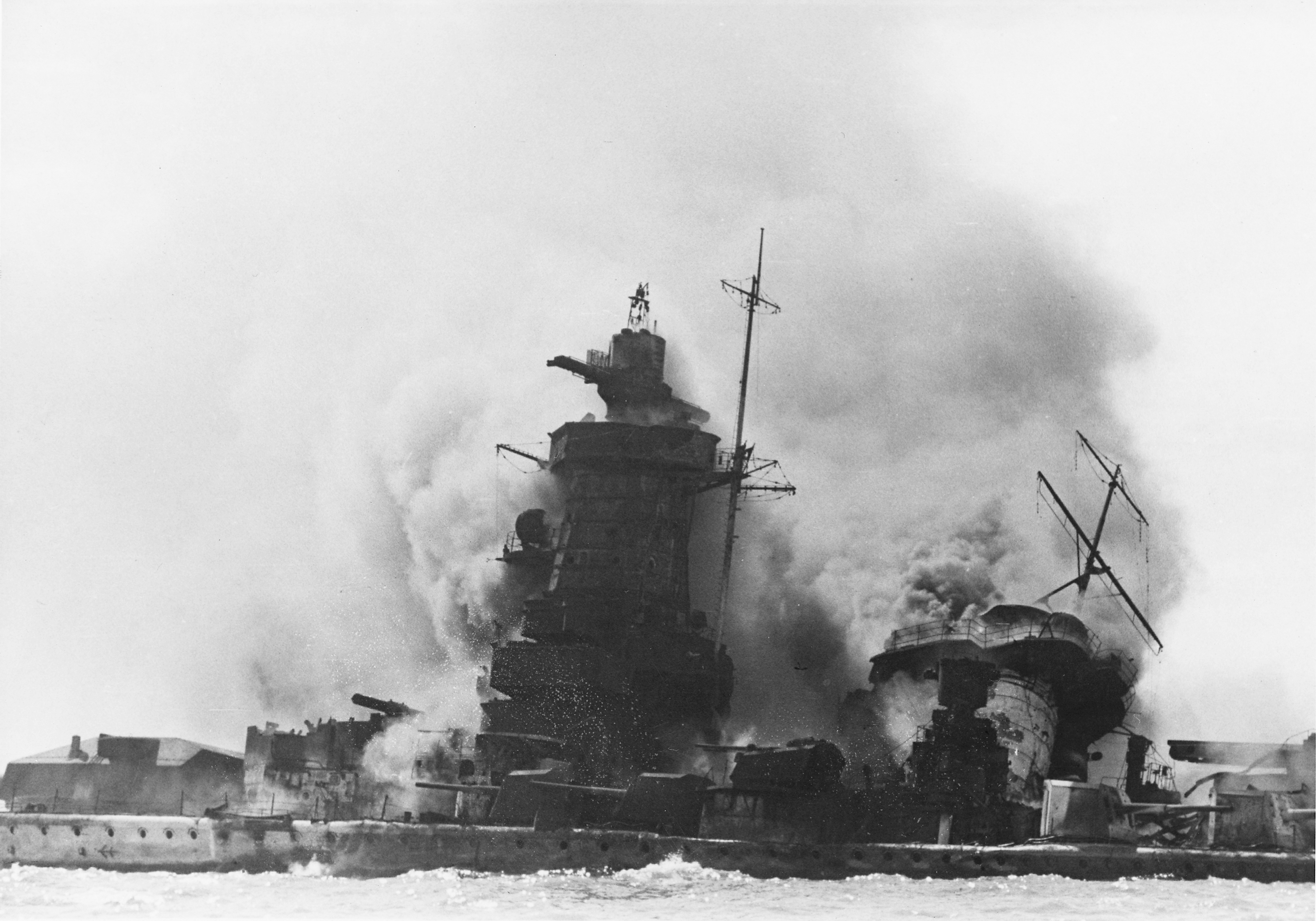
1939: Das Wrack der Admiral Graf Spee

- 1939: Die Mannschaft des Panzerschiffs Admiral Graf Spee versenkt im Zweiten Weltkrieg ihr Schiff vor Montevideo aufgrund britischer Übermacht.
- 1943: Mit dem von Senator Warren G. Magnuson erarbeiteten Magnuson Act wird der rassistische Chinese Exclusion Act vom 6. Mai 1882 aufgehoben. In der Folge können chinesische Staatsbürger wieder in die Vereinigten Staaten einreisen.
- 1944: Bei einem Luftangriff auf Ulm im Zweiten Weltkrieg werden 81 Prozent der Innenstadt auf einen Schlag zerstört. Das Ulmer Münster bleibt jedoch unversehrt.

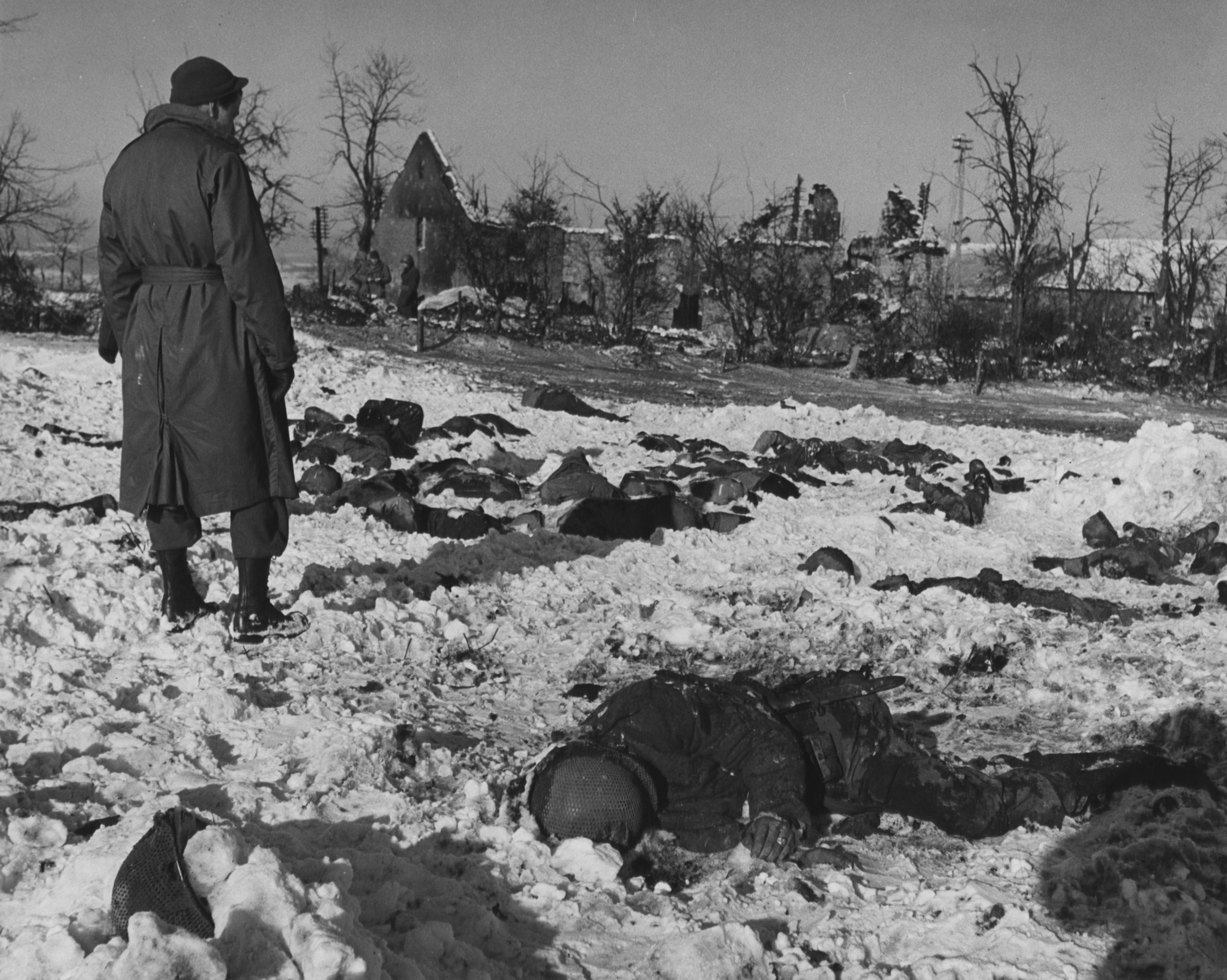
1944: Tote nach dem Malmedy-Massaker

- 1944: Am zweiten Tag der Ardennenoffensive im Zweiten Weltkrieg ermorden deutsche SS-Soldaten etwa 80 amerikanische Kriegsgefangene im Malmedy-Massaker.
- 1959: Aus den Bundesratswahlen in der Schweiz ergibt sich die „Zauberformel“ zur Zusammensetzung des Schweizer Bundesrates, die bis zum Jahr 2003 Bestand haben wird.
- 1963: Zwischen der Bundesrepublik Deutschland und der DDR wird im Rahmen der neuen Ostpolitik das erste Passierscheinabkommen abgeschlossen. Damit können zwischen dem 19. Dezember und dem 5. Januar West-Berliner erstmals seit dem Bau der Berliner Mauer ihre Verwandten in Ost-Berlin besuchen.
- 1963: Die Generalversammlung der Vereinten Nationen beschließt mit der Resolution 1991 (XVIII) die Erhöhung der Zahl der nichtständigen Mitglieder des UN-Sicherheitsrats von bisher sechs auf zehn.

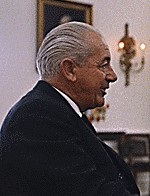
1967: Harold Holt

- 1967: Der australische Premierminister Harold Holt verschwindet beim Schwimmen südlich von Melbourne spurlos.
- 1969: In Chile schließen sich Parteien und Gruppierungen des politisch linken Spektrums zum Wahlbündnis Unidad Popular zusammen, um einen Machtwechsel anzustreben.

1970: Flagge des Oman

- 1970: Oman erhält offiziell seine Flagge.
- 1971: BRD und DDR unterzeichnen im Rahmen der deutschen Ostpolitik das Transitabkommen, mit dem Reiseerleichterungen zwischen der Bundesrepublik und West-Berlin geschaffen werden.
- 1971: Nach der endgültigen Beendigung des Bangladesch-Krieges durch einen Waffenstillstand zwischen Indien und Westpakistan wird Ostpakistan unter dem Namen Bangladesch endgültig unabhängig von Pakistan.
- 1981: Senegal und Gambia schließen einen Vertrag, der die Bildung der Konföderation Senegambia ab 1. Februar 1982 regelt. Der Staatenbund scheitert jedoch einige Jahre später.
- 1982: Durch eine umstrittene Vertrauensfrage erreicht der deutsche Bundeskanzler Helmut Kohl nur zwei Monate nach seinem Amtsantritt Neuwahlen.
- 1983: Beim zweiten Bombenanschlag der terroristischen IRA auf das Londoner Kaufhaus Harrods sterben sechs Menschen.
- 1995: Bei der Nationalratswahl in Österreich ziehen fünf Parteien in den Nationalrat ein. Die SPÖ unter Bundeskanzler Franz Vranitzky wird stimmenstärkste Partei.
- 1996: In Peru überfallen linksgerichtete Rebellen der Movimiento Revolucionario Túpac Amaru die Residenz des japanischen Botschafters in Lima und nehmen 483 Personen als Geiseln, von denen etwa 200 am gleichen Tag wieder freigelassen werden. Die Geiselnahme dauert bis zum 22. April 1997.
- 2004: Als erstes Land der Welt verbietet Bhutan den Verkauf von Tabakwaren aus religiösen, gesundheitlichen und wirtschaftlichen Gründen.
- 2010: Der tunesische Gemüsehändler Mohamed Bouazizi zündet sich nach wiederholten Problemen mit den Behörden selbst an und löst damit von Tunesien ausgehend den revolutionären Arabischen Frühling aus.
- 2011: Der nordkoreanische Diktator Kim Jong Il stirbt während einer Zugfahrt aufgrund körperlicher Ermüdung.
- 2014: Barack Obama und Raúl Castro verkünden nach mehr als 50 Jahren offizieller diplomatischer Funkstille in den Beziehungen zwischen Kuba und den Vereinigten Staaten eine gegenseitige Annäherung. Die drei verbliebenen Miami Five sowie Alan Gross werden aus der Haft entlassen.

### Wirtschaft

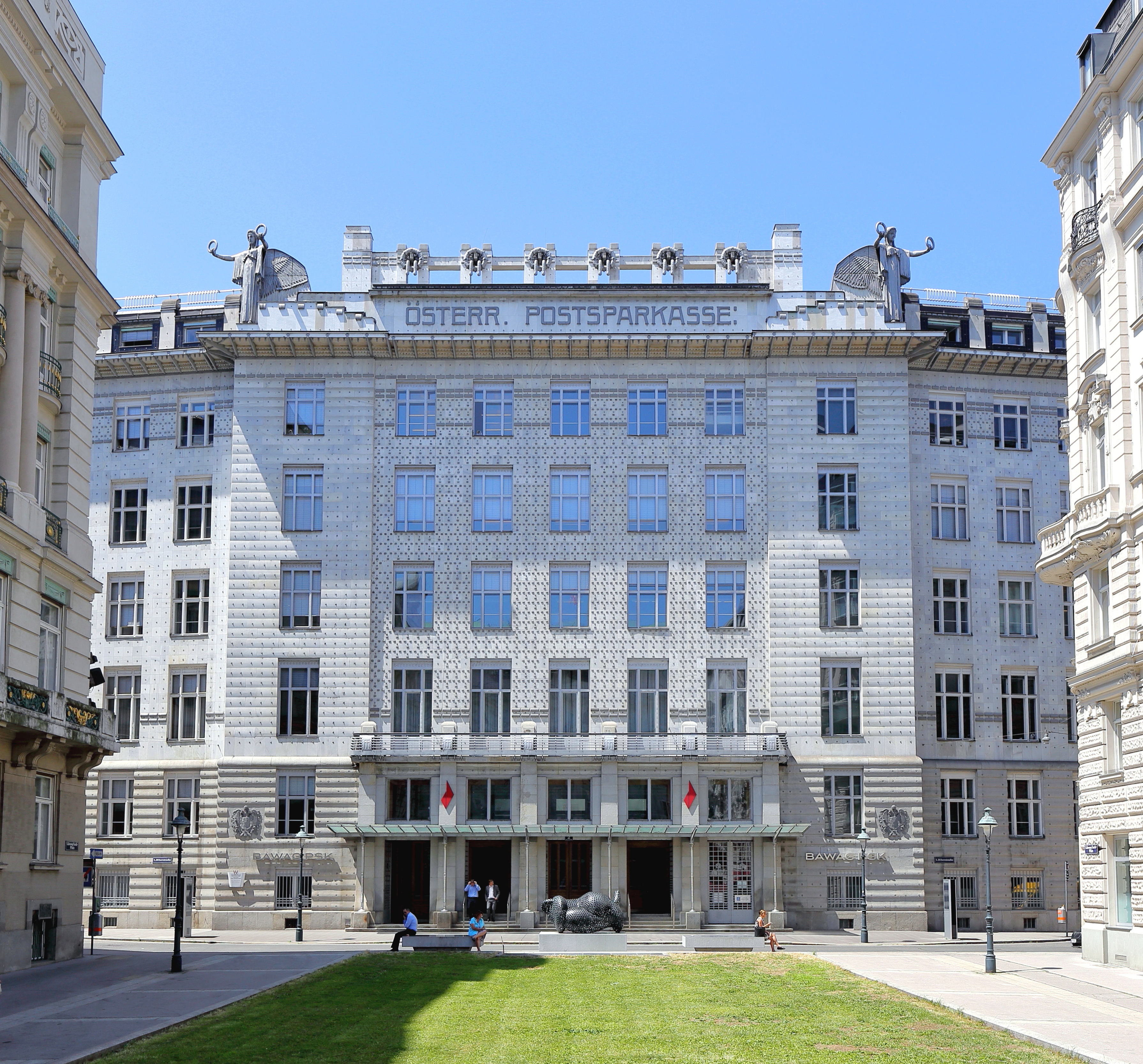
1906: Die Wiener Postsparkasse

- 1906: Das von Otto Wagner entworfene k.k. Postsparcassen-Amt in Wien wird eröffnet.
- 1953: Die Kokerei Hassel in Gelsenkirchen-Nord, Deutschlands erster Kokereineubau nach dem Krieg, wird in Betrieb genommen.
- 1966: Per Beschluss der UN-Generalversammlung erfolgt die Gründung der Kommission der Vereinten Nationen für internationales Handelsrecht (UNCITRAL).

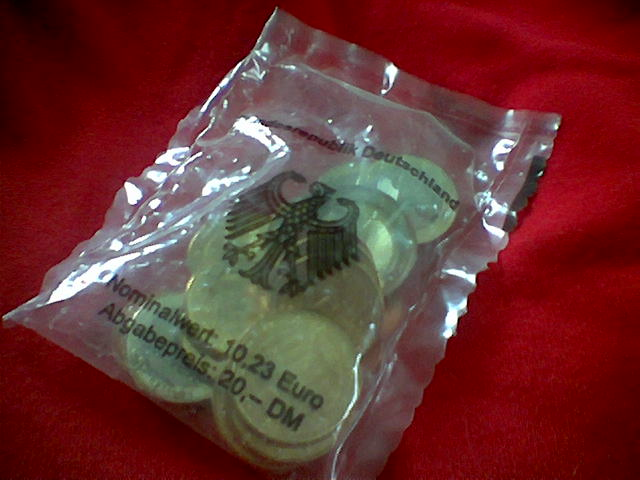
2001: Deutsches Starterkit

- 2001: Europäische Wirtschafts- und Währungsunion: Zwei Wochen vor Einführung des Euro werden in Deutschland, Griechenland und Portugal die ersten Euromünzen in Form der folienverschweißten so genannten Starterkits ausgegeben.

### Wissenschaft und Technik

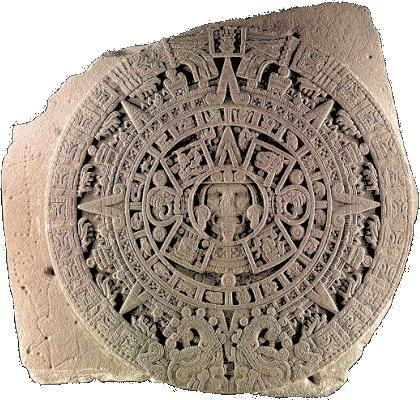
1790: Piedra del Sol

- 1790: In Mexiko-Stadt wird bei Bauarbeiten der Piedra del Sol, ein Kalenderstein der Azteken, ausgegraben.

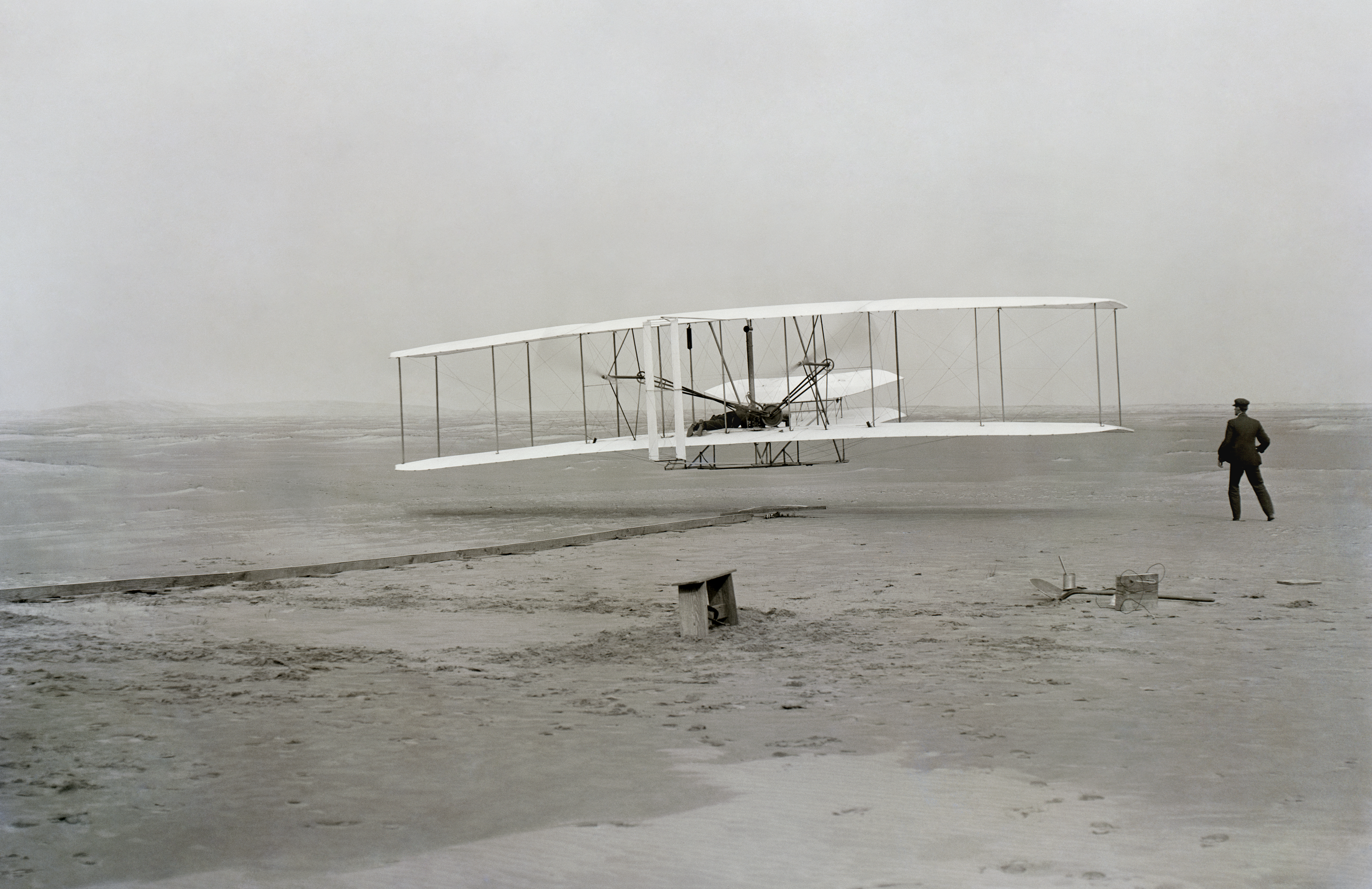
1903: Der erste Flug

- 1903: Die Brüder Wright heben mit dem Wright Flyer zum ersten gesteuerten Motorflug ab.
- 1908: Frank Wild entdeckt während der Nimrod-Expedition erstmals Kohle in der Antarktis.
- 1935: Am 32. Jahrestag des ersten motorisierten Fluges der Brüder Wright findet der Erstflug einer Douglas DC-3 statt. Die DC-3 wird später als „Rosinenbomber“ zur Zeit der Berliner Luftbrücke bekannt.
- 1938: Otto Hahn entdeckt zusammen mit seinem Assistenten Fritz Strassmann in Berlin die Kernspaltung des Uranatoms – die wissenschaftliche und technologische Grundlage der Kernenergie.
- 1947: Der strategische Bomber Boeing B-47 wird im Erstflug erprobt.
- 1981: McDonnell Douglas NOTAR, ein ohne Heckrotor auskommendes System für den Drehmomentausgleich bei Hubschraubern, wird erstmals im Flug getestet.
- 2003: SpaceShipOne mit dem Piloten Brian Binnie durchbricht als erstes ohne öffentliche Mittel gebautes Flugzeug einer privaten Firma die Schallmauer.

### Kultur
- 1793: Balthasar Gerhard Schumacher veröffentlicht in der Berliner Spenerschen Zeitung den Text Heil dir im Siegerkranz mit dem Untertitel God Save the King. Das Lied entwickelt sich ab 1871 zu einem gebräuchlichen Repräsentationslied des Deutschen Kaiserreichs.
- 1864: Die Operette La belle Hélène (Die schöne Helena) von Jacques Offenbach auf ein Libretto von Henri Meilhac und Ludovic Halévy mit Hortense Schneider in der Titelrolle wird am Théâtre des Variétés in Paris uraufgeführt. Offenbach kann damit an seinen Erfolg Orpheus in der Unterwelt anknüpfen.
- 1865: Die Unvollendete Sinfonie von Franz Schubert wird 37 Jahre nach dessen Tod im großen Redoutensaal der Wiener Hofburg uraufgeführt.
- 1907: Am Theater in der Josefstadt in Wien wird die Operette Die Försterchristl von Georg Jarno mit Johanna Niese in der Titelrolle uraufgeführt.
- 1938: Der US-amerikanische Schriftsteller Eric Knight veröffentlicht in der Wochenzeitschrift The Saturday Evening Post die Kurzgeschichte Lassie. Die zwei Jahre später als Buch herausgebrachte Erzählung wird sofort zum Bestseller.
- 1951: In Schweden wird der Film Sie tanzte nur einen Sommer erstmals gezeigt. Eine Nacktbadeszene darin sorgt für weltweiten Gesprächsstoff.
- 1961: Am Nationaltheater Mannheim findet die Uraufführung der Oper Das lange Weihnachtsmahl von Paul Hindemith statt.
- 1965: Der Westdeutsche Rundfunk (WDR) geht im Fernsehen auf Sendung.
- 1988: In Berlin wird erstmals die Otto-Hahn-Friedensmedaille für herausragende Verdienste um Frieden und Völkerverständigung verliehen (an den ehemaligen italienischen Staatspräsidenten Sandro Pertini).
- 1989: In den USA wird die erste eigenständige Folge der Simpsons von Matt Groening ausgestrahlt.
- 2015: Der US-amerikanische Science Fiction-Film Star Wars - Das Erwachen der Macht startet in den deutschen Kinos. Es ist der erste Teil der sogenannten Sequel-Trilogie.

### Gesellschaft
- 1498: Nach der Thronbesteigung Ludwigs XII. in Frankreich wird mit Wissen von Papst Alexander VI. die seit 22 Jahren bestehende Ehe mit Jeanne de Valois kirchlich annulliert.
- 1600: In der Kathedrale von Lyon heiraten der französische König Heinrich IV. und Maria de’ Medici. Heinrichs kinderlose Ehe mit Margarete von Valois war im Jahr 1599 von Papst Clemens VIII. annulliert worden.
- 1962: In der Angelburger Straße 58 in Flensburg eröffnet Beate Uhse den ersten Sexshop der Welt.

### Religion
- 0283: Cajus wird Papst.
- 0954: Wilhelm wird Erzbischof von Mainz.

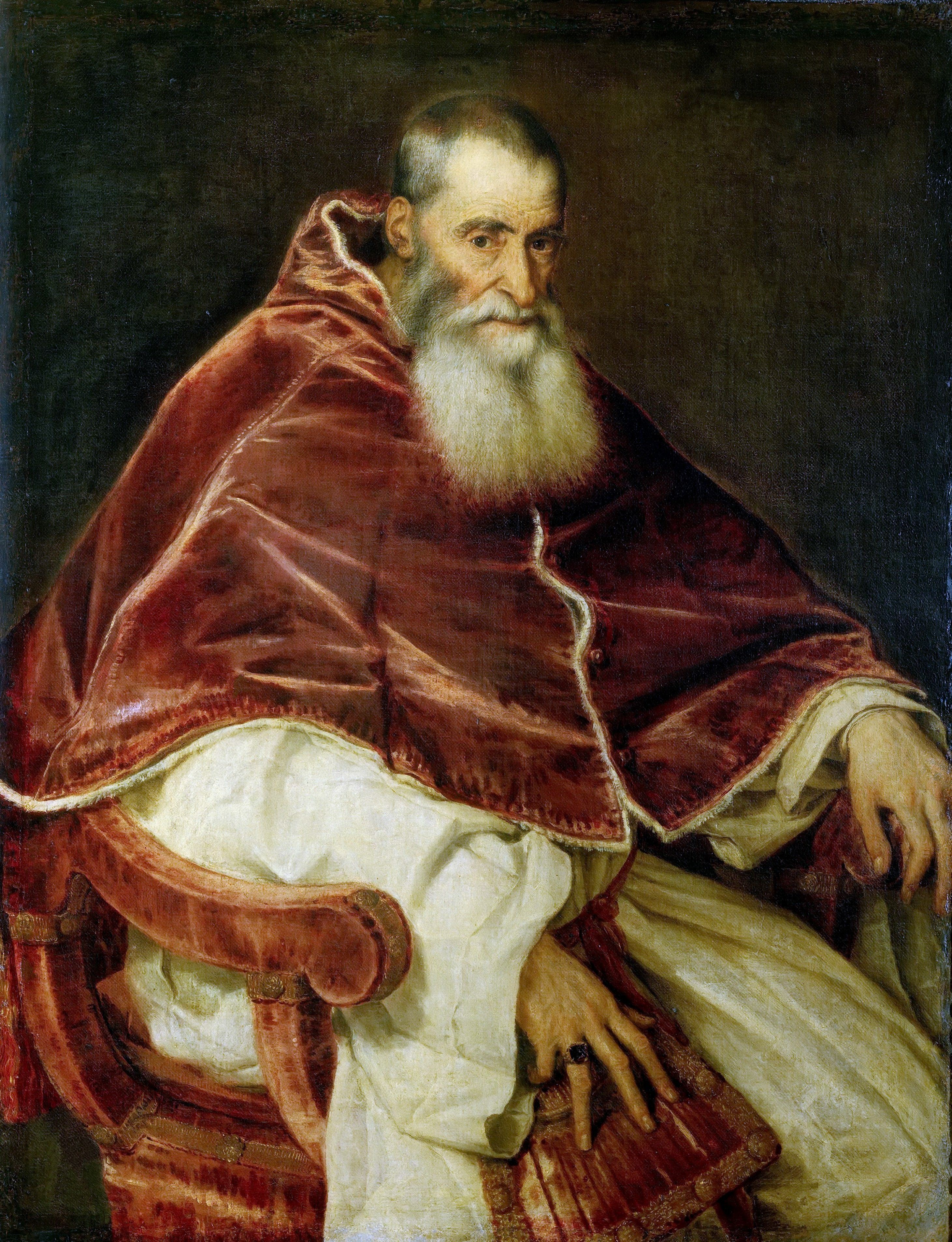
1538:
Papst Paul III.

- 1538: Papst Paul III. exkommuniziert den englischen König Heinrich VIII.
- 1961: Die wiederaufgebaute Kaiser-Wilhelm-Gedächtniskirche in Berlin wird eingeweiht.

### Katastrophen
- 1859: Im Schloss Frederiksborg, der dänischen Königsresidenz, wütet ein am Vortag begonnener Großbrand, der die Einrichtung des ganzen Hauptgebäudes zerstört.
- 1961: Im brasilianischen Niterói setzen unzufriedene Mitarbeiter bei einer Vorstellung ein Zirkuszelt in Brand. Es sterben 323 Menschen, etwa 500 werden verletzt.

Kleinere Unglücksfälle sind in den Unterartikeln von Katastrophe und in der Liste von Katastrophen aufgeführt.

### Sport
- 1911: In Frankfurt am Main wird der Deutsche Fechter-Bund gegründet.
- 1937: Der Exilrusse Alexander Aljechin erkämpft sich durch einen 15,5:9,5-Sieg gegen Max Euwe den Weltmeistertitel im Schach zurück, welchen er 1935 an den Niederländer verloren hatte.
- 1989: Im 78. Davis Cup schlägt Deutschland Schweden mit 3:2.
- 2004: In der neu erbauten Krefelder Mehrzweckhalle, dem KönigPALAST, findet zum ersten Mal eine DEL-Partie statt. Die Krefeld Pinguine spielen gegen die Eisbären Berlin.

Einträge von Leichtathletik-Weltrekorden befinden sich unter der jeweiligen Disziplin unter Leichtathletik.

## Geboren

### Vor dem 18. Jahrhundert
- 1239: Kujō Yoritsugu, fünfter Shōgun Japans
- 1267: Go-Uda, 91. Kaiser von Japan
- 1489: Peter V. von Rosenberg, böhmischer Adeliger
- 1514: Johann Basilius Herold, deutscher Drucker, Humanist, Historiker, Publizist und Fälscher
- 1518: Ernst III., Herzog von Braunschweig-Grubenhagen
- 1554: Ernst von Bayern, Erzbischof von Köln, Bischof von Freising, Hildesheim, Lüttich und Münster
- 1616: Roger L’Estrange, englischer Autor, Verfasser von Flugblättern
- 1620: Henri Charles de La Trémoille, führende Persönlichkeit der Fronde
- 1626: Christina I., Königin von Schweden
- 1638: Anna Sophia II., Prinzessin von Hessen-Darmstadt und Äbtissin des Stifts Quedlinburg
- 1644: Nikolaus Alard, deutscher Theologe
- 1650: Christoph Arnold, deutscher Astronom
- 1669: Friedrich Wilhelm von Dossow, preußischer Generalfeldmarschall, Gouverneur von Wesel
- 1679: August Müller, deutscher evangelisch-lutherischer Theologe

### 18. Jahrhundert

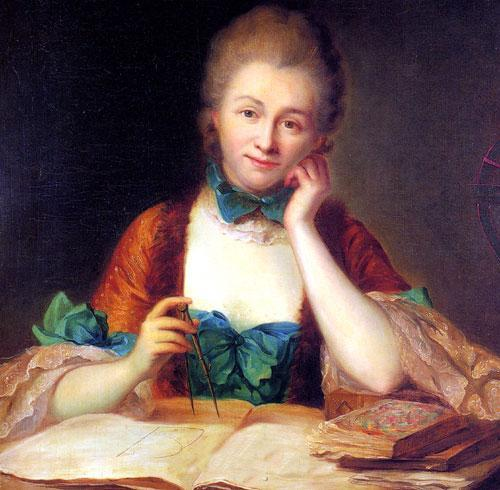
Émilie du Châtelet (* 1706)
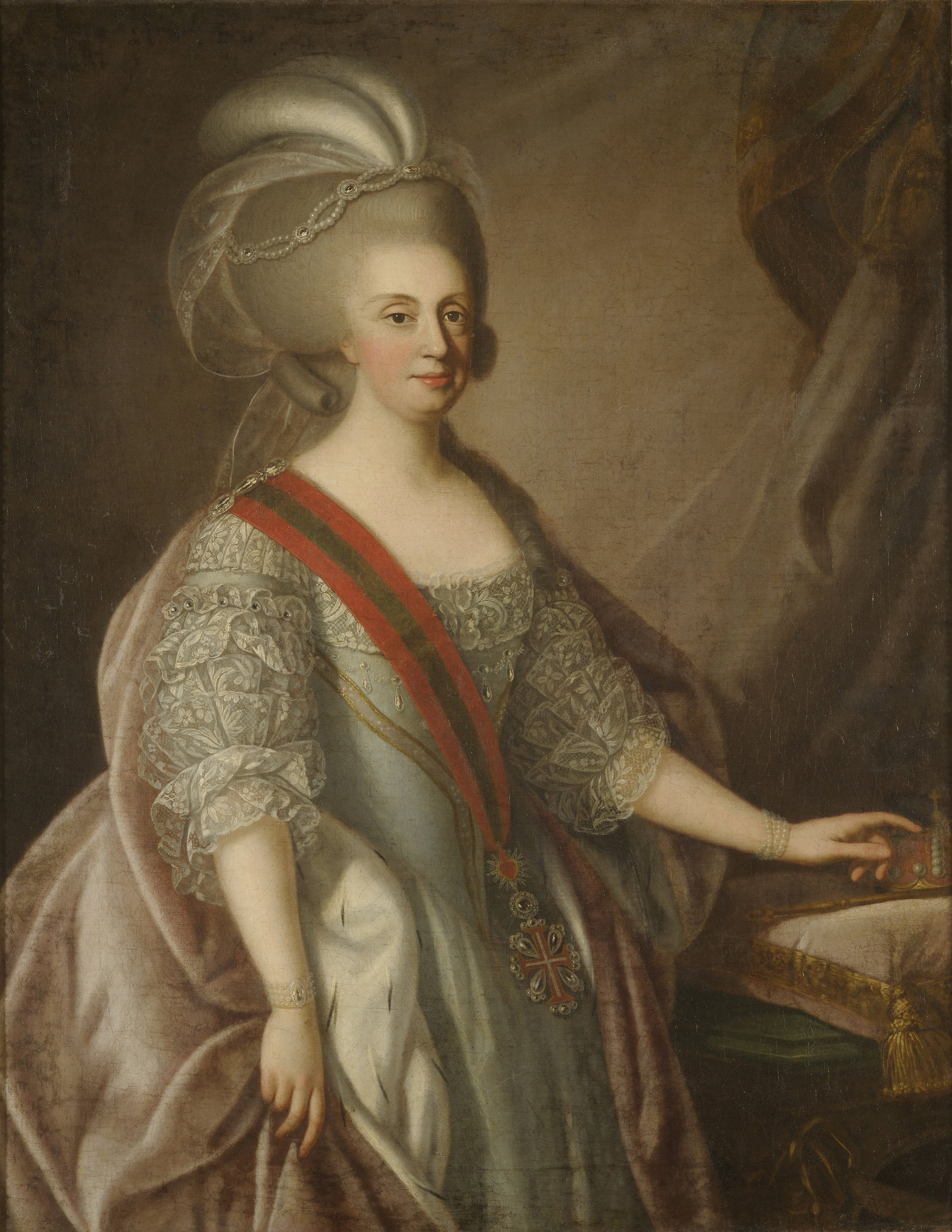
Maria I (* 1734)
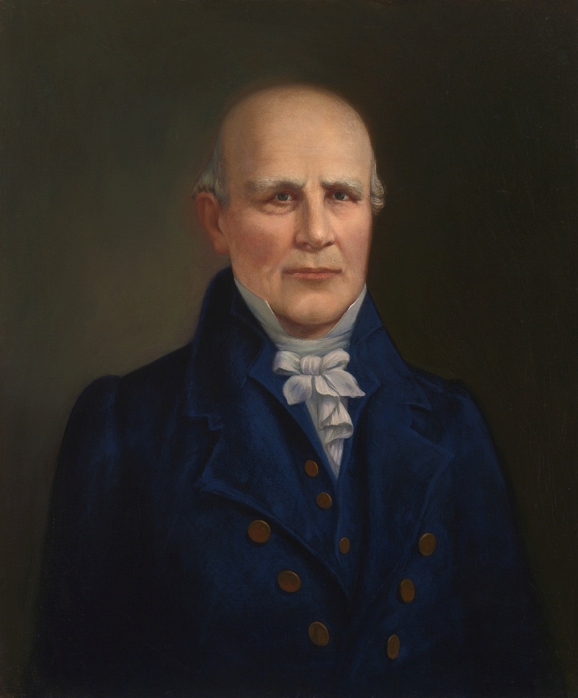
Nathaniel Macon (* 1757)
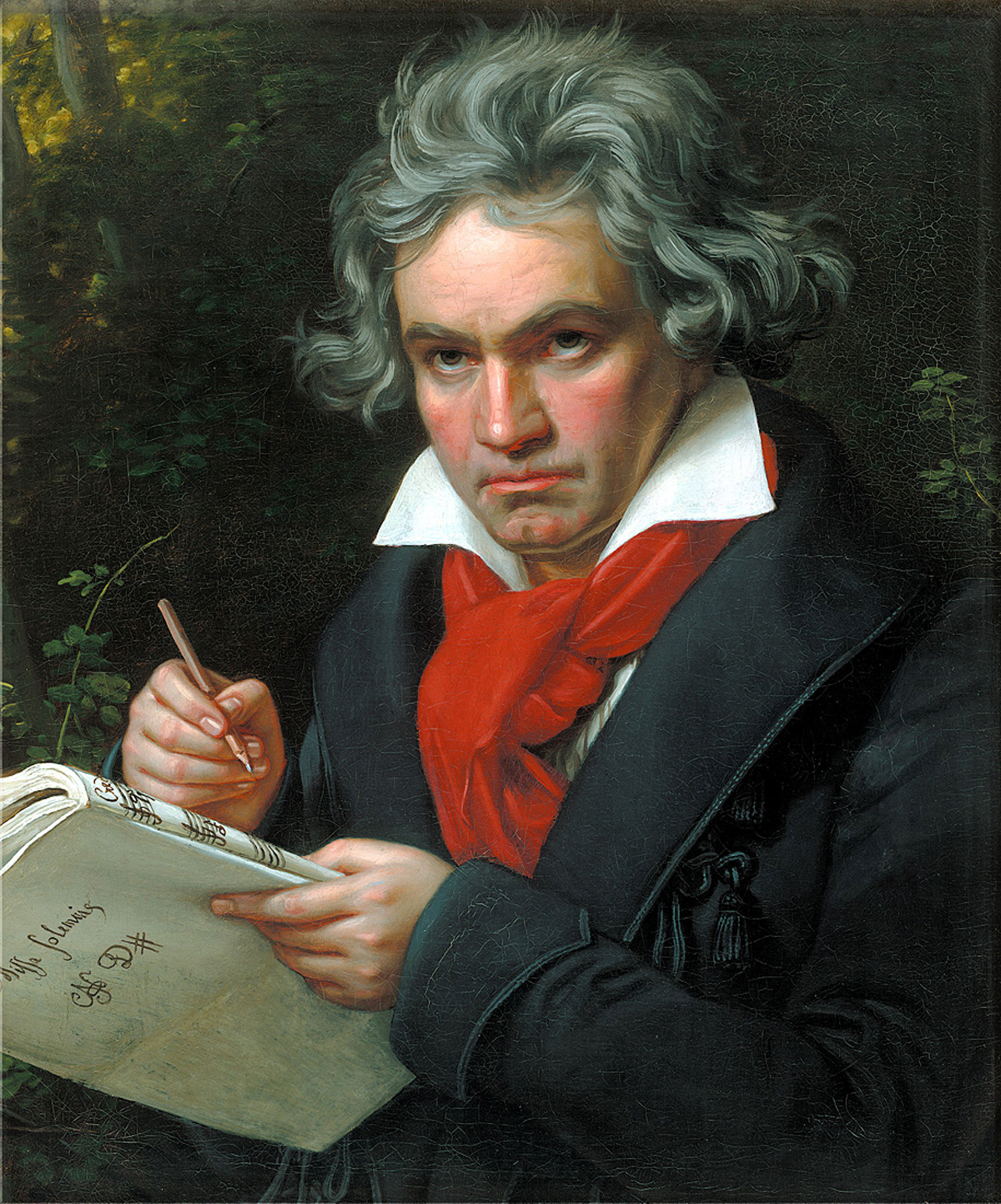
Ludwig van Beethoven (* 1770)

- 1701: Mang Anton Stapf, süddeutscher Rokokobildhauer
- 1702: Philipp von Imhoff, braunschweig-wolfenbüttelscher Generalleutnant
- 1706: Émilie du Châtelet, französische Mathematikerin, Physikerin, Philosophin, Übersetzerin und Salonière
- 1707: Ernst Friedrich II., Herzog von Sachsen-Hildburghausen
- 1715: Jakob Christian Klipstein, Staatsminister in der Landgrafschaft Hessen-Darmstadt
- 1722: Johann Paul Reinhard, deutscher Hochschullehrer und Historiker
- 1724: Johann Gerhard Reinhard Andreae, Naturforscher, Chemiker und Hofapotheker in Hannover
- 1734: William Floyd, Delegierter des Staates New York im Kontinentalkongress
- 1734: Maria I., Königin von Portugal und Brasilien
- 1748: James Mitchell Varnum, US-amerikanischer General im Unabhängigkeitskrieg
- 1749: Domenico Cimarosa, italienischer Opernkomponist
- 1750: Elizabeth Craven, britische Schriftstellerin
- 1750: Joseph Franz Xaver Stark, deutscher katholischer Theologe
- 1752: Peter Josef Cramer von Clauspruch, preußischer Offizial in Köln
- 1757: Nathaniel Macon, US-amerikanischer Politiker, Mitglied des Repräsentantenhauses, Senator
- 1760: Deborah Sampson, US-amerikanische Soldatin, die unter dem Namen Robert Shurtliff im Amerikanischen Unabhängigkeitskrieg kämpfte
- 1769: Christian Friedrich von Cochenhausen, hessischer Generalleutnant und Kriegsminister, Bibliotheksgründer
- 1770: Ludwig van Beethoven, deutscher Komponist, Vollender der Wiener Klassik und Wegbereiter der Romantik (Taufdatum)
- 1773: Johann Hartmann Bernhard, deutscher Orgelbauer
- 1773: Silvain Charles Graf Valee, französischer Generalgouverneur und Marschall von Frankreich
- 1775: François-Marius Granet, französischer Maler
- 1776: Friedrich Ludwig Wilhelm Christian Karl von Tabor, belgischer General
- 1778: Humphry Davy, britischer Chemiker
- 1784: Georg Ludolf Dissen, deutscher Altphilologe
- 1787: Detlof Karsten, deutscher Jurist und Bürgermeister von Rostock
- 1788: Georg Ludwig Friedrich Laves, deutscher Architekt, Bauingenieur und Stadtplaner
- 1789: Clement Comer Clay, US-amerikanischer Politiker, Gouverneur von Alabama, Senator
- 1791: Samuel Amsler, Schweizer Kupferstecher
- 1793: Georg Ludwig Dörell, deutscher Bergmeister und Erfinder der Fahrkunst
- 1793: Lorenzo Quaglio II, deutscher Maler und Lithograf des deutschen Biedermeier
- 1794: Johann Jakob Langen, deutscher Zuckerfabrikant
- 1795: Benjamin Franklin Butler, US-amerikanischer Jurist und Politiker, Justizminister
- 1797: Joseph Henry, US-amerikanischer Physiker

### 19. Jahrhundert

#### 1801–1850

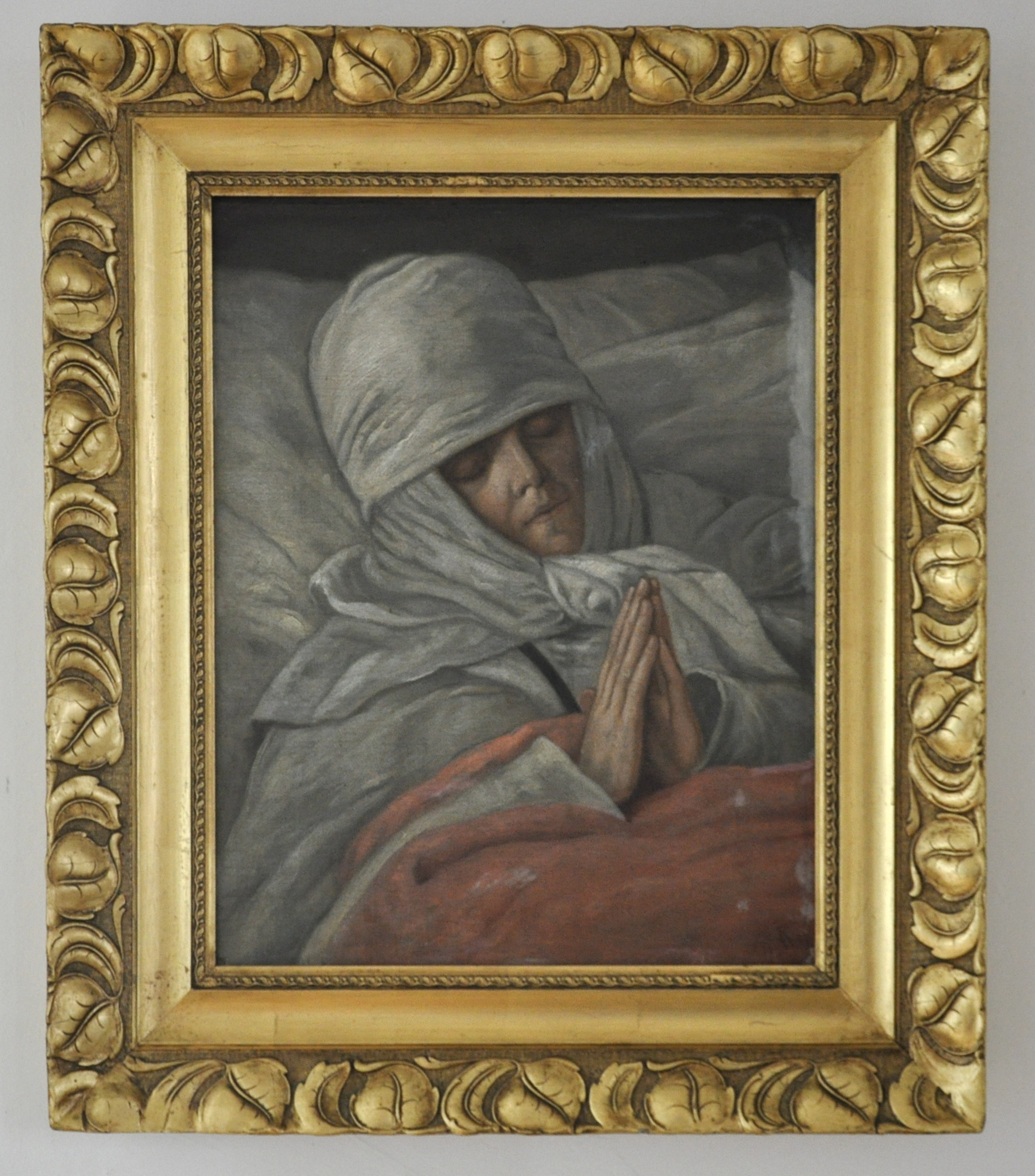
Viktoria Hecht (* 1840)

- 1808: Thuisko von Stieglitz, Königlich Sächsischer Generalleutnant
- 1813: Carl Gottfried Eybe, deutscher Maler
- 1820: Berthold von Freydorf, badischer Offizier
- 1821: Alexander Ferdinand Ludwig Andrae, deutscher Landwirt und Politiker
- 1821: Josef Krejčí, tschechischer Komponist
- 1824: John Kerr, britischer Physiker und Theologe
- 1827: Alexander Wassilko von Serecki, österr.-rumänischer Politiker, Landeshauptmann des Herzogtums Bukowina
- 1830: Jules de Goncourt, französischer Schriftsteller
- 1832: Thomas McKenny Hughes, britischer Geologe und Paläontologe
- 1835: Alexander Emanuel Agassiz, schweizerisch-US-amerikanischer Geologe und Anatom
- 1840ː Viktoria Hecht, deutsche katholische Jungfrau und Stigmatisierte
- 1840: Ernst von Heynitz, deutscher Offizier, Farmer und Gutsbesitzer
- 1840: Christian Horneman, dänischer Komponist
- 1841: Wilhelm Brambach, deutscher klassischer Philologe, Musikhistoriker und Bibliothekar
- 1842: Sophus Lie, norwegischer Mathematiker
- 1847: Elisabeth Denkhausen, deutsche Sängerin (Mezzosopran) und Theaterschauspielerin

#### 1851–1900
- 1851: Ernest Lavigne, kanadischer Komponist und Kapellmeister, Kornettist und Musikverleger
- 1851: Otto Schott, deutscher Chemiker und Glastechniker
- 1854: William Ezekiel Andrews, US-amerikanischer Politiker, Mitglied des Repräsentantenhauses
- 1854: Philipp Wolfrum, deutscher Komponist und Organist

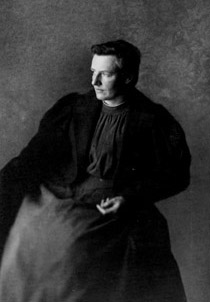
Hope Bridges Adams Lehmann (* 1855)

- 1855: Hope Bridges Adams Lehmann, erste deutsche Frau, die das Medizinstudium mit dem Staatsexamen abschloss
- 1857: Niccolò van Westerhout, italienischer Komponist
- 1867: Richard Kandt, deutscher Arzt und Afrikaforscher
- 1868: Bernd von Arnim, preußischer Politiker und Großgrundbesitzer, MdL
- 1871: Emil Hochreiter, österreichischer Komponist
- 1873: Ford Madox Ford, englischer Schriftsteller
- 1874: William Lyon Mackenzie King, kanadischer Politiker
- 1875: Ernst Pfeiffer, deutscher Autor und Journalist
- 1878: Noma Seiji, japanischer Verleger
- 1879: Domenico Durante, italienischer Fußballspieler und Maler
- 1880: Maurício José Cardoso, brasilianischer Offizier
- 1882: Hanns Sassmann, österreichischer Schriftsteller
- 1882ː Ida Somazzi, Schweizer Frauenrechtlerin
- 1884: Robert John Armstrong, US-amerikanischer Bischof
- 1884: Alison Uttley, britische Schriftstellerin
- 1885: Siegfried Nestriepke, deutscher Journalist, Theaterintendant und Vertreter der Volksbühnenbewegung
- 1887ː Tina Haim-Wentscher, deutsch-australische Bildhauerin
- 1887: Josef Lada, tschechischer Illustrator und Kinderbuchautor
- 1887: Hermine Reuß ältere Linie, zweite Gemahlin Kaiser Wilhelms II.
- 1888: Rudolf Martin Argus, deutscher Politiker, MdBB
- 1889: Vaslav Nijinsky, polnisch-russischer Choreograph und Tänzer
- 1890: Pierre Chami, libanesischer Erzbischof
- 1890: Leopold Dirtl, österreichischer Motorradrennfahrer
- 1893: Josef Fehler, deutscher Widerstandskämpfer gegen den Nationalsozialismus und Märtyrer
- 1893: Erwin Piscator, deutscher Regisseur
- 1893: Petre Sergescu, rumänischer Mathematiker und Mathematikhistoriker
- 1894: Arthur Fiedler, US-amerikanischer Dirigent und Violinist
- 1894: Hans Henny Jahnn, deutscher Schriftsteller
- 1895: Wells Coates, kanadischer Architekt, Stadtplaner und Designer
- 1898: Loren Murchison, US-amerikanischer Leichtathlet
- 1899: Paul Minick, US-amerikanischer American-Football-Spieler
- 1899: Friedrich Salomon Rothschild, deutsch-jüdischer Neurologe und Psychoanalytiker
- 1900: Mary Cartwright, englische Mathematikerin
- 1900: George Lambert, kanadischer Sänger und Musikpädagoge
- 1900: Lucijan Marija Škerjanc, slowenischer Komponist, Pianist und Dirigent
- 1900: Luis Martínez Serrano, mexikanischer Pianist, Komponist und Dirigent spanischer Herkunft

### 20. Jahrhundert

#### 1901–1925
- 1901: Friedrich Damann Andam, deutscher Schriftsteller, Drehbuchautor und Filmmanager
- 1902: Albert Drach, österreichischer Schriftsteller und Jurist
- 1903: Erskine Caldwell, US-amerikanischer Autor
- 1903: Paul Maasland, niederländischer Ruderer
- 1903: Tommy Thistlethwayte, britischer Automobilrennfahrer
- 1905: Gilbert Auvergne, französischer Sprinter und Fußballspieler
- 1905: Simo Häyhä, finnischer Soldat und Scharfschütze
- 1905: Jan Valtin, deutscher Kommunist und Schriftsteller
- 1906: Fernando Lopes-Graça, portugiesischer Komponist, Musikkritiker und Musikwissenschaftler
- 1906: Alfred Roßner, deutscher Unternehmer und Judenretter
- 1907: Helene Blum-Gliewe, deutsche Bühnenbildnerin und Architekturmalerin
- 1907: Christianna Brand, britische Schriftstellerin
- 1907: Géza von Radványi, ungarischer Regisseur
- 1907: Heinz-Günter Stamm, deutscher Schauspieler, Hörspiel- und Theaterregisseur
- 1908: George Shevelov, ukrainisch-amerikanischer Slawist
- 1908: Willard Frank Libby, US-amerikanischer Physiker
- 1908: William Wordsworth, englisch-schottischer Komponist
- 1910: Spade Cooley, US-amerikanischer Country-Musiker und Bandleader
- 1911: Gilbert de Rudder, Pseudonym Grizzly, belgischer Motorradrennfahrer
- 1912: Mary Henderson, kanadische Sängerin und Musikpädagogin
- 1912: Wilhelm Studer, Schweizer Unternehmer
- 1913: Edith Hauer-Frischmuth, österreichische Widerstandskämpferin gegen den Nationalsozialismus und Gerechte unter den Völkern
- 1913: Emilio Villoresi, italienischer Automobilrennfahrer
- 1914: Oktay Aslanapa, türkischer Kunsthistoriker
- 1915: André Claveau, französischer Sänger
- 1915: Gerard Drieman, niederländischer Komponist
- 1917: Kriangsak Chomanan, thailändischer General und Politiker
- 1918: Dusty Anderson, US-amerikanische Schauspielerin und Fotomodell
- 1920: Kenneth E. Iverson, kanadischer Mathematiker
- 1922: Mario Rigamonti, italienischer Fußballspieler
- 1923: Michel d’Aillières, französischer Politiker
- 1923: Jürgen Ponto, deutscher Bankmanager und Terroropfer der RAF
- 1924: Otar Koberidse, sowjetischer bzw. georgischer Schauspieler, Regisseur und Drehbuchautor
- 1924: Stefanos Petrakis, griechischer Leichtathlet
- 1925: Rijk de Gooyer, niederländischer Schauspieler

#### 1926–1950
- 1926: Eveline Bartlitz, deutsche Bibliothekarin
- 1926: Kurt Goth, deutscher Fußballtorwart
- 1926: Jean Assaad Haddad, libanesischer Erzbischof
- 1926: José Lutzenberger, deutsch-brasilianischer Politiker und Umweltaktivist, Träger des alternativen Nobelpreises
- 1927: Richard Long, US-amerikanischer Schauspieler
- 1928: Gerhard Füssmann, deutscher Ruderer
- 1928: Zhou Guangren, chinesische Pianistin
- 1929: Adolf Giele, deutscher Handballspieler und -trainer
- 1929: Jaan Koha, estnischer Komponist
- 1929: Edgars Liepiņš, sowjetischer bzw. lettischer Schauspieler und Unterhaltungskünstler
- 1930: Makoto Moroi, japanischer Komponist
- 1930: Armin Mueller-Stahl, deutscher Schauspieler
- 1931: John Read Arthur Junior, US-amerikanischer Chemiker und Materialwissenschaftler
- 1931: Constantin Freiherr Heereman, deutscher Land- und Forstwirt sowie Politiker
- 1931: Frankie Miller, US-amerikanischer Country-Musiker
- 1932: Tinka Kurti, albanische Schauspielerin
- 1932: Konrad Bayer, österreichischer Schriftsteller
- 1933: Walter Buczynski, kanadischer Pianist, Komponist und Musikpädagoge
- 1933: Mariana Weissmann, argentinische Physikerin
- 1934: Ray Wilson, englischer Fußballspieler

- 1936: Franziskus, Papst

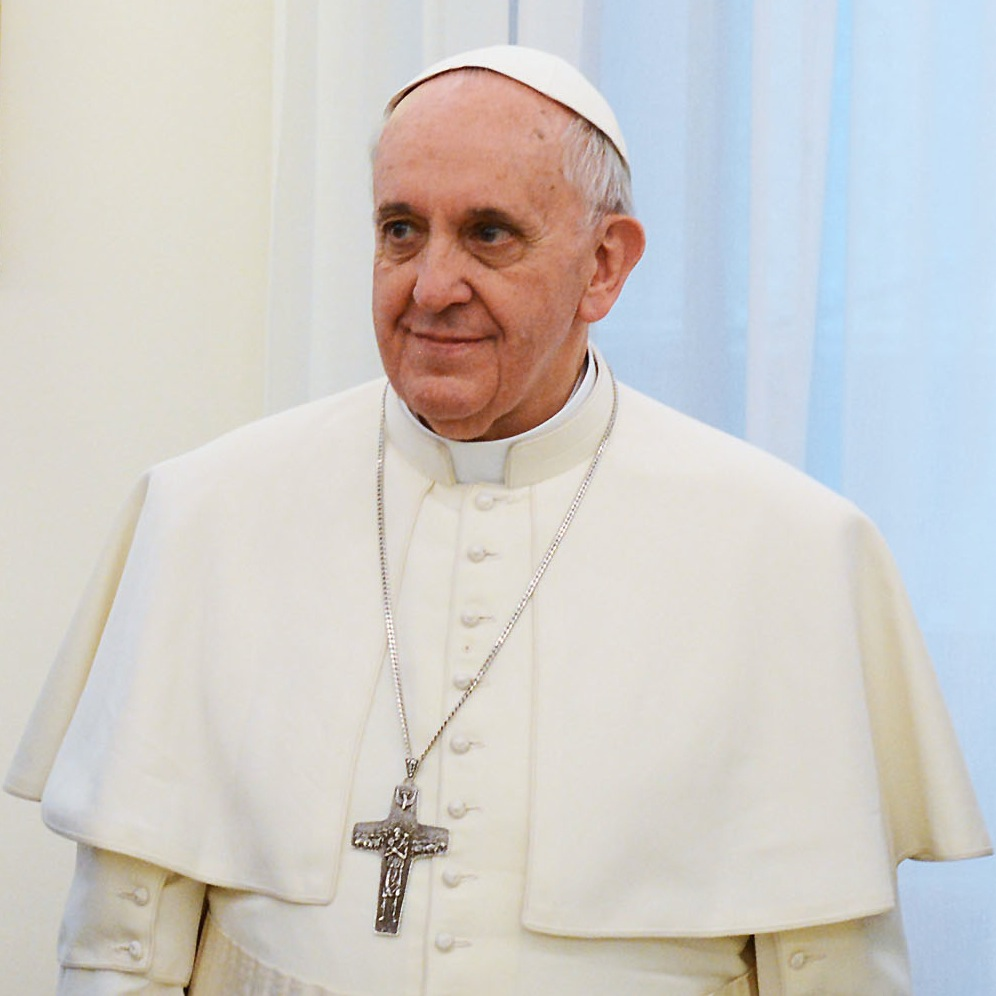
Papst Franziskus (* 1936)

- 1936: Klaus Kinkel, deutscher Politiker, MdB, Bundesminister
- 1936: Tommy Steele, britischer Sänger
- 1937: Martín Aguirre Gomensoro, uruguayischer Journalist
- 1938: John Semmelink, kanadischer Skirennläufer
- 1939: Renate Bauer, deutsche Fernsehansagerin
- 1939: James Booker, US-amerikanischer Pianist, Organist und Sänger
- 1939: Manfred Gärtner, deutscher Fußballspieler
- 1939: Eddie Kendricks, US-amerikanischer Soulsänger
- 1940ː Róza Berger-Fiedler, Regisseurin und Produzentin
- 1940: Anna Prucnal, polnische Sängerin und Schauspielerin
- 1941: Dave Dee, britischer Sänger
- 1941ː Marie-Chantal Depetris-Demaille, französische Florettfechterin
- 1941: Gilbert Gress, französisch-schweizerischer Fußballtrainer
- 1942: Muhammadu Buhari, nigerianischer Politiker
- 1942: Paul Butterfield, US-amerikanischer Musiker, Sänger und Songschreiber
- 1942: Karl Odermatt, Schweizer Fußballspieler
- 1942: Jeffrey Wigand, US-amerikanischer Manager der Tabakindustrie, Nichtraucherexperte
- 1943: Christopher Cazenove, britischer Schauspieler
- 1943: Kurt Reusch, deutscher Handballtrainer
- 1943: Gyula Márfi, ungarischer römisch-katholischer Erzbischof
- 1943: Bernhard H. F. Taureck, deutscher Philosoph
- 1943: Ingrid Wallin, schwedische Schauspielerin
- 1944: Bernard Hill, britischer Schauspieler
- 1945: Raban Graf von Westphalen, deutscher Politologe, Jurist und Hochschullehrer
- 1945: Wolfgang Kubin, deutscher Sinologe, Übersetzer und Schriftsteller
- 1946: Martin Smith, britischer Schlagzeuger
- 1946: Eugene Levy, kanadischer Schauspieler und Komiker
- 1947: Mykola Asarow, ukrainischer Politiker
- 1947: Marilyn Hassett, US-amerikanische Schauspielerin
- 1947: Thomas Schmidheiny, Schweizer Unternehmer und Kunstsammler
- 1948: René C. Jäggi, Schweizer Unternehmer und Sportmanager
- 1949: Wolfgang Böhme, deutscher Handballspieler und -trainer
- 1949: Paul Rodgers, britischer Sänger und Songschreiber
- 1950: Solomon Amanchukwu Amatu, nigerianischer Bischof von Okigwe
- 1950: Carlton Barrett, jamaikanischer Schlagzeuger

#### 1951–1975
- 1951: Radu Ardevan, rumänischer Altertumswissenschaftler
- 1951: Tatjana Kasankina, russische Leichtathletin, Olympiasiegerin
- 1951: Reinhold E. Schmidt, deutscher Mediziner und Hochschullehrer
- 1951: Luigi Weiss, italienischer Biathlet und Skibergsteiger
- 1952: Peter Abetz, australischer Geistlicher und Politiker
- 1952: Hubert Schmalix, österreichischer bildender Künstler
- 1952: Charlotte Schwab, Schweizer Schauspielerin
- 1952: Ed Starink, niederländischer Komponist, Musiker und Produzent
- 1953: Maya Homburger, Schweizer Geigerin
- 1953: Sally Menke, US-amerikanische Filmeditorin und Produzentin
- 1953: Bill Pullman, US-amerikanischer Schauspieler
- 1954: Simon Aeby, Schweizer Regisseur, Produzent und Drehbuchautor
- 1954: Sergejus Jovaiša, litauischer Politiker und ehemaliger Basketballspieler
- 1955: Walter Pilger, deutscher Politiker
- 1956: Mary Appleseth, US-amerikanische Schauspielerin
- 1957: Hanne Adsbøl, dänische Badmintonspielerin
- 1958: Bernhard Antener, Schweizer Politiker
- 1958: Penelope Houston, US-amerikanische Folk- und Rocksängerin
- 1958: Mike Mills, US-amerikanischer Musiker (R.E.M.)
- 1958: Gerhard Waibel, deutscher Motorradrennfahrer
- 1959: Phillip Aspinall, australischer Erzbischof
- 1960: Moreno Argentin, italienischer Radrennfahrer
- 1960: Claudia Neidig, deutsche Schauspielerin
- 1960: Jürgen Tarrach, deutscher Schauspieler
- 1962: Galina Maltschugina, russische Leichtathletin
- 1963: Frank Lieberam, deutscher Fußballspieler
- 1964: Tyrone Braxton, US-amerikanischer American-Football-Spieler
- 1964: Ivan Korade, kroatischer General
- 1964: Peter Nagy, slowakischer Kanute
- 1964: Peter Trawny, deutscher Philosoph
- 1965: Clive Robertson, britischer Schauspieler
- 1966: Yūko Arimori, japanische Langstreckenläuferin
- 1966: Marie Arena, belgische Politikerin, Ministerpräsidentin der Französischen Gemeinschaft, MdEP
- 1966: Juliet Aubrey, britische Schauspielerin
- 1966: Alexei Lapin, russischer Jazzpianist
- 1967: Jean Baruth, deutscher Handballspieler
- 1967: Gigi D’Agostino, italienischer Musiker und DJ
- 1967: Karsten Neitzel, deutscher Fußballspieler
- 1968: Oliver Dieckmann, deutscher Filmproduzent, Filmregisseur und Dramaturg
- 1968: Claudia Kemfert, deutsche Ökonomin
- 1968: Roseli Machado, brasilianische Leichtathletin
- 1968: Claudio Suárez, mexikanischer Fußballspieler
- 1968: Paul Tracy, kanadischer Automobilrennfahrer
- 1969: Mikaela Fabricius-Bjerre, finnische Dressurreiterin
- 1969: Wolfram Grandezka, deutscher Schauspieler
- 1969: Scott Player, US-amerikanischer American-Football-Spieler
- 1970: Sinan Akkuş, deutsch-türkischer Regisseur, Schauspieler, Filmproduzent und Drehbuchautor
- 1971: Claire Forlani, britische Schauspielerin
- 1971: Artur Petrosjan, armenischer Fußballspieler
- 1971: Tony Richardson, US-amerikanischer American-Football-Spieler
- 1972: John Abraham, indischer Schauspieler und Model
- 1972: Chantal Galladé, Schweizer Politikerin
- 1972: Stephan Siegrist, Schweizer Extrembergsteiger
- 1973: Claudia Biene, deutsche Leichtathletin
- 1973: Antanas Guoga, litauisch-australischer Pokerspieler, Unternehmer und Politiker
- 1973: Paula Radcliffe, britische Marathonläuferin
- 1974: Christian Ahlmann, deutscher Springreiter
- 1974: Matthias Albrecht, deutscher Rapper
- 1974: Félix Lajkó, ungarisch-serbischer Musiker und Komponist
- 1974: Sarah Paulson, US-amerikanische Schauspielerin
- 1974: Giovanni Ribisi, US-amerikanischer Schauspieler
- 1974: Michael Stolle, deutscher Leichtathlet
- 1975: Susanthika Jayasinghe, sri-lankische Leichtathletin

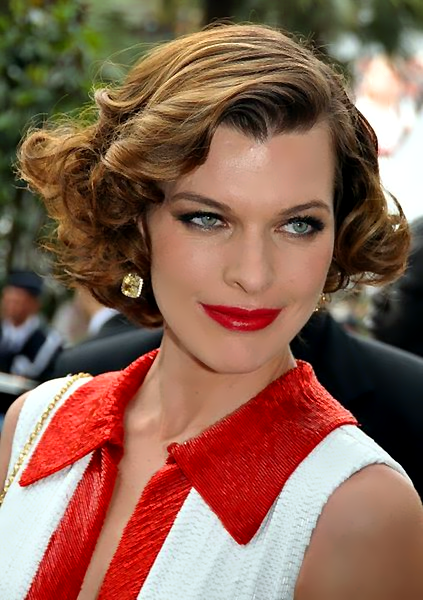
Milla Jovovich (* 1975)

- 1975: Milla Jovovich, US-amerikanisches Fotomodell, Schauspielerin, Musikerin und Modedesignerin serbisch-russischer Herkunft
- 1975: Nina Juraga, deutsche Schauspielerin
- 1975: Natascha Geisler, deutsche Synchronsprecherin

#### 1976–2000
- 1976: Natalie O’Hara, deutsche Schauspielerin
- 1976: Stefan Strack, deutscher Handballspieler
- 1977: Arnaud Clément, französischer Tennisspieler
- 1977: Jan Kaňka, tschechischer Komponist, Posaunist und Musikpädagoge
- 1977: Liédson, brasilianischer Fußballspieler
- 1977: Katheryn Winnick, kanadische Schauspielerin
- 1978: Kirill Ladygin, russischer Automobilrennfahrer
- 1978: Manny Pacquiao, philippinischer Boxer
- 1979: Epaminonda Nicu, rumänischer Fußballspieler
- 1979: Aleksandar Radenković, deutscher Schauspieler
- 1980: Carmen Casanova, Schweizer Skirennläuferin
- 1980: Tomonobu Fujii, japanischer Automobilrennfahrer
- 1980: Ryan Hunter-Reay, US-amerikanischer Automobilrennfahrer
- 1981: Katrin Löbbert, deutsche Musical-Darstellerin und Sängerin
- 1981: Tim Wiese, deutscher Fußballspieler
- 1982: Boubacar Sanogo, ivorischer Fußballspieler
- 1982: Felix Stienz, deutscher Filmregisseur, Drehbuchautor, Filmeditor und Filmproduzent
- 1983: Nicole Büchler, Schweizer Leichtathletin
- 1983: Thor-Christian Ebbesvik, norwegischer Automobilrennfahrer
- 1983: Chidi Odiah, nigerianischer Fußballspieler
- 1983: Sébastien Ogier, französischer Rallyefahrer
- 1984: Þórunn Helga Jónsdóttir, isländische Fußballspielerin
- 1984: Shannon Woodward, US-amerikanische Schauspielerin
- 1985: Seymur Məmmədov, aserbaidschanischer Billardspieler
- 1985: Tine Mikkelsen, dänische Handballspielerin
- 1986: Tyler Dueck, kanadischer Automobilrennfahrer
- 1986: Besart Ibraimi, mazedonischer Fußballspieler
- 1987: Maryna Arsamassawa, belarussische Mittelstreckenläuferin
- 1987: Fabrizio Crestani, italienischer Automobilrennfahrer
- 1987: Chelsea Manning, US-amerikanische IT-Spezialistin und Angehörige der US-Streitkräfte
- 1988: Mikkel Andersen, dänischer Fußballspieler
- 1988: Left Boy, österreichischer Rapper
- 1988: Yann Sommer, Schweizer Fußballspieler
- 1988: Thaisa, brasilianische Fußballspielerin
- 1989: André Ayew, französisch-ghanaischer Fußballspieler
- 1990: Folashade Abugan, nigerianische Leichtathletin
- 1990: Felix Adjei, ghanaischer Fußballspieler
- 1990: Henri Anier, estnischer Fußballspieler
- 1990: Abderrazak Hamdallah, marokkanischer Fußballspieler
- 1991: Lena Andersch, deutsche Hockeyspielerin
- 1992: Buddy Hield, bahamaischer Basketballspieler
- 1994: Jackie Groenen, niederländische Fußballspielerin
- 1994: Raffaele Marciello, italienischer Automobilrennfahrer
- 1994: Nat Wolff, US-amerikanischer Schauspieler
- 1996: Anton Dudtschenko, ukrainischer Biathlet
- 1996: Paul Falk, deutscher Musiker, Schauspieler, Musicaldarsteller und Synchronsprecher
- 1997: Shōma Uno, japanischer Eiskunstläufer
- 1998: Martin Ødegaard, norwegischer Fußballspieler
- 1998: Anthony Petrifke, deutscher Schauspieler

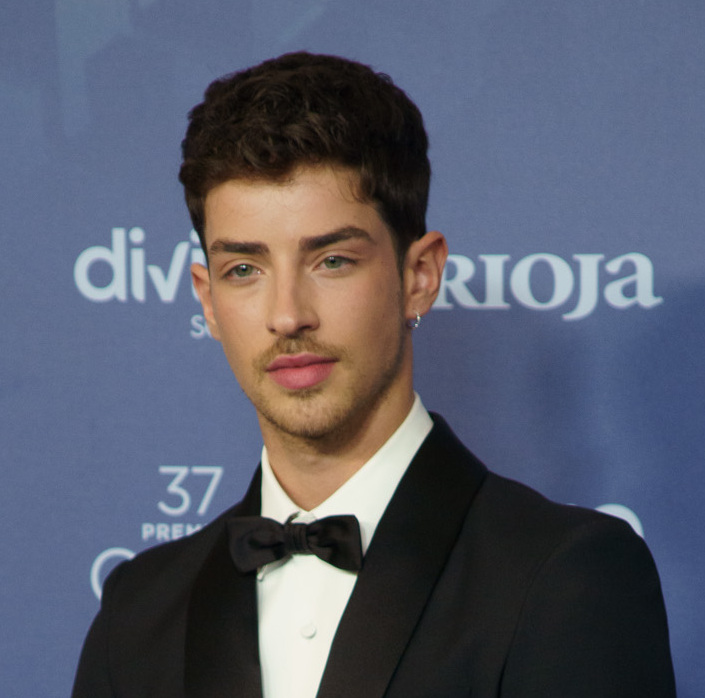
Manu Ríos (* 1998)

- 1998: Manu Ríos, spanischer Schauspieler und Sänger
- 1999: Laura Meriano, italienische Ruderin
- 1999: Weronika Zawistowska, polnische Fußballspielerin

### 21. Jahrhundert
- 2002: Stefania Liberakakis, griechisch-niederländische Sängerin und Schauspielerin
- 2004: Daniel Bacher, österreichischer Freestyle-Skier
- 2005: Inka Hämäläinen, finnische Biathletin

## Gestorben

### Vor dem 19. Jahrhundert
- 0942: Wilhelm I. Langschwert, normannischer Jarl und Graf von Rouen
- 0952: Hugo der Schwarze, Herzog von Burgund und Markgraf der Provence
- 1187: Gregor VIII., Papst
- 1195: Balduin V., Graf von Flandern und Graf von Hennegau
- 1210: Siegfried IV., Graf von Lebenau
- 1213: Johannes von Matha, Gründer des Trinitarier-Ordens und Heiliger der römisch-katholischen Kirche
- 1228: Geoffrey de Burgh, Bischof von Ely
- 1273: Dschalal ad-Din Rumi, islamischer Mystiker, Begründer des Mevlevi-Ordens
- 1282: Wichard von Pohlheim, Bischof von Passau
- 1283: Yolanda von Vianden, Priorin des Klosters Marienthal
- 1288: Ibn an-Nafīs, muslimischer Universalgelehrter und Arzt aus Syrien
- 1365: Hermann Gallin, Kaufmann und Bürgermeister der Hansestadt Lübeck
- 1367: Dietrich Kagelwit, Erzbischof von Magdeburg
- 1380: Johann II., Graf von Habsburg-Laufenburg und Neu-Rapperswil
- 1443: Georg von Stubai, Fürstbischof von Brixen
- 1471: Isabel de Portugal, Herzogin von Burgund
- 1484: Gebhard von Hoym, Bischof von Halberstadt
- 1551: Georg Martinuzzi, kroatisch-ungarischer Kleriker und Staatsmann
- 1562: Eleonora von Toledo, Herzogin von Florenz
- 1584: Matthäus Blöchinger, deutscher Mathematiker, Philologe und lutherischer Theologe
- 1586: Bartholomäus Rosinus, deutscher lutherischer Theologe und Reformator
- 1591: Elisabeth von Doberschütz, Opfer der Hexenverfolgung in Neustettin
- 1597: Friedrich, Pfalzgraf und Herzog von Pfalz-Parkstein
- 1621: Cornelius Martini, deutsch-flämischer lutherischer Theologe
- 1632: Francis Manners, 6. Earl of Rutland, englischer Peer und Politiker
- 1639: Nils Turesson Bielke, schwedischer Staatsmann
- 1650: Agnes Schmitt, Opfer der Hexenverfolgung in Friesenhagen
- 1651: Ennemond Gaultier, französischer Lautenist und Komponist
- 1652: Filipe de Magalhães, portugiesischer Komponist
- 1654: Johan de Knuyt, Gesandter Zeelands bei den Westfälischen Friedensverhandlungen
- 1655: Ukita Hideie, japanischer Daimyō
- 1663: Nzinga, Königin von Ndongo und Matamba
- 1672: Giovanni Antonio Boretti, italienischer Sänger und Komponist
- 1674: Philipp Franz von Arenberg, Herzog von Arenberg und Herzog von Aarschot
- 1697: Eleonore von Österreich, Königin von Polen und Herzogin von Lothringen
- 1697: Nicholas Greenberry, englischer Kolonialgouverneur von Maryland
- 1699: Johann Franz Desideratus, Fürst zu Nassau, Graf zu Katzenelnbogen, Vianden und Diez, Baron zu Beilstein und Ronse
- 1713: Nicolò Beregan, italienischer Rechtsanwalt, Dichter und Librettist
- 1729: Johann Ernst, Herzog von Sachsen-Saalfeld, Begründer des Hauses Sachsen-Coburg-Saalfeld
- 1732: Josef Johann Adam, Fürst von Liechtenstein
- 1732: Carlo Archinto, italienischer Adliger
- 1744: Johanna Magdalena von Gersdorf, deutsche Kirchenlieddichterin
- 1763: Friedrich Christian, Kurfürst von Sachsen
- 1763: George Bogislaus Staël von Holstein, schwedischer Freiherr und Feldmarschall
- 1765: Conrad Friedrich Hurlebusch, deutscher Komponist
- 1767: Johann Michael Klein, deutscher Zimmermeister
- 1792: Gottlieb Welté, deutscher Landschaftsmaler und Radierer
- 1797: Jean-Baptiste Annibal Aubert du Bayet, französischer Politiker und General

### 19. Jahrhundert

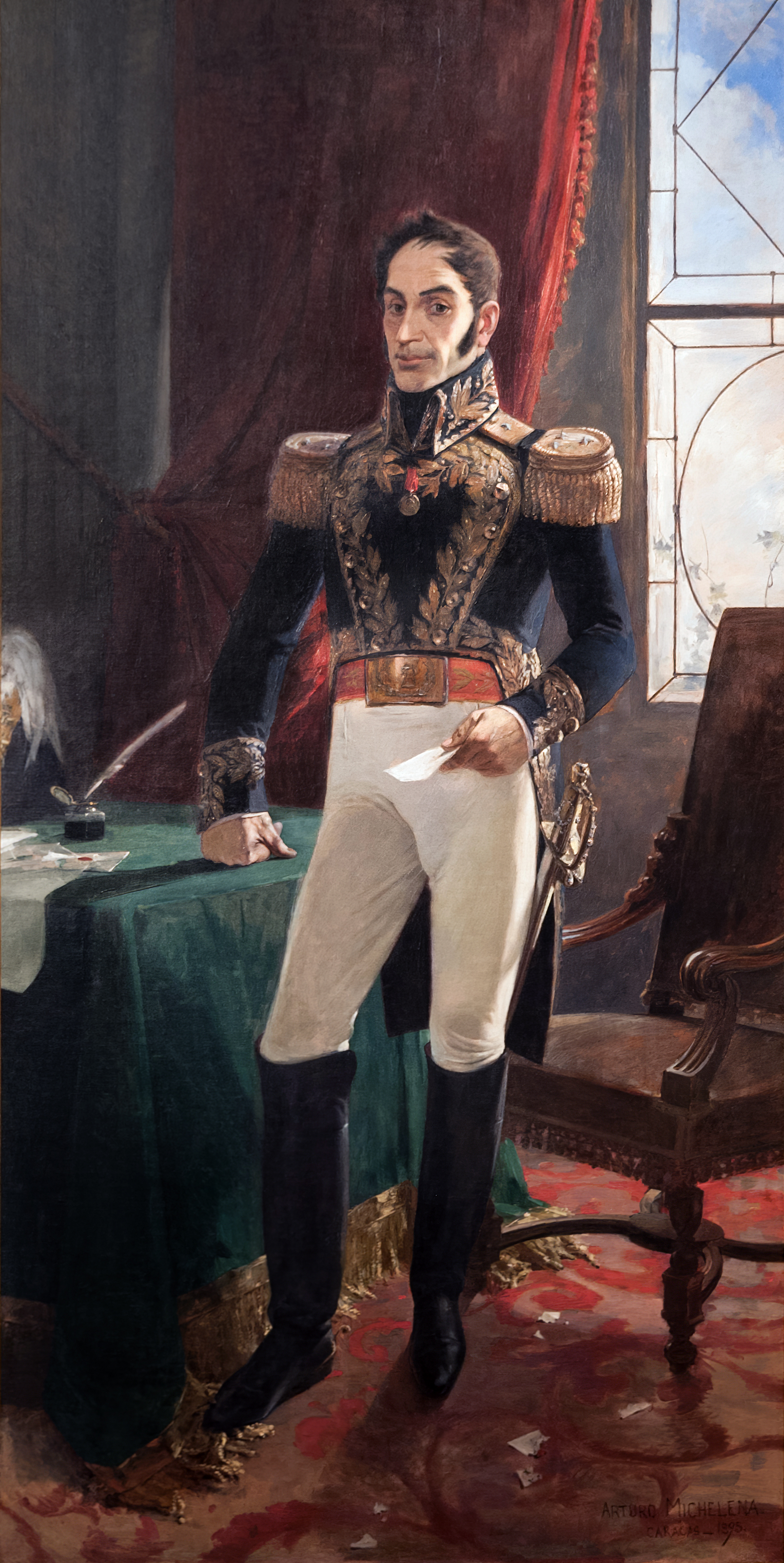
Simón Bolívar († 1830)

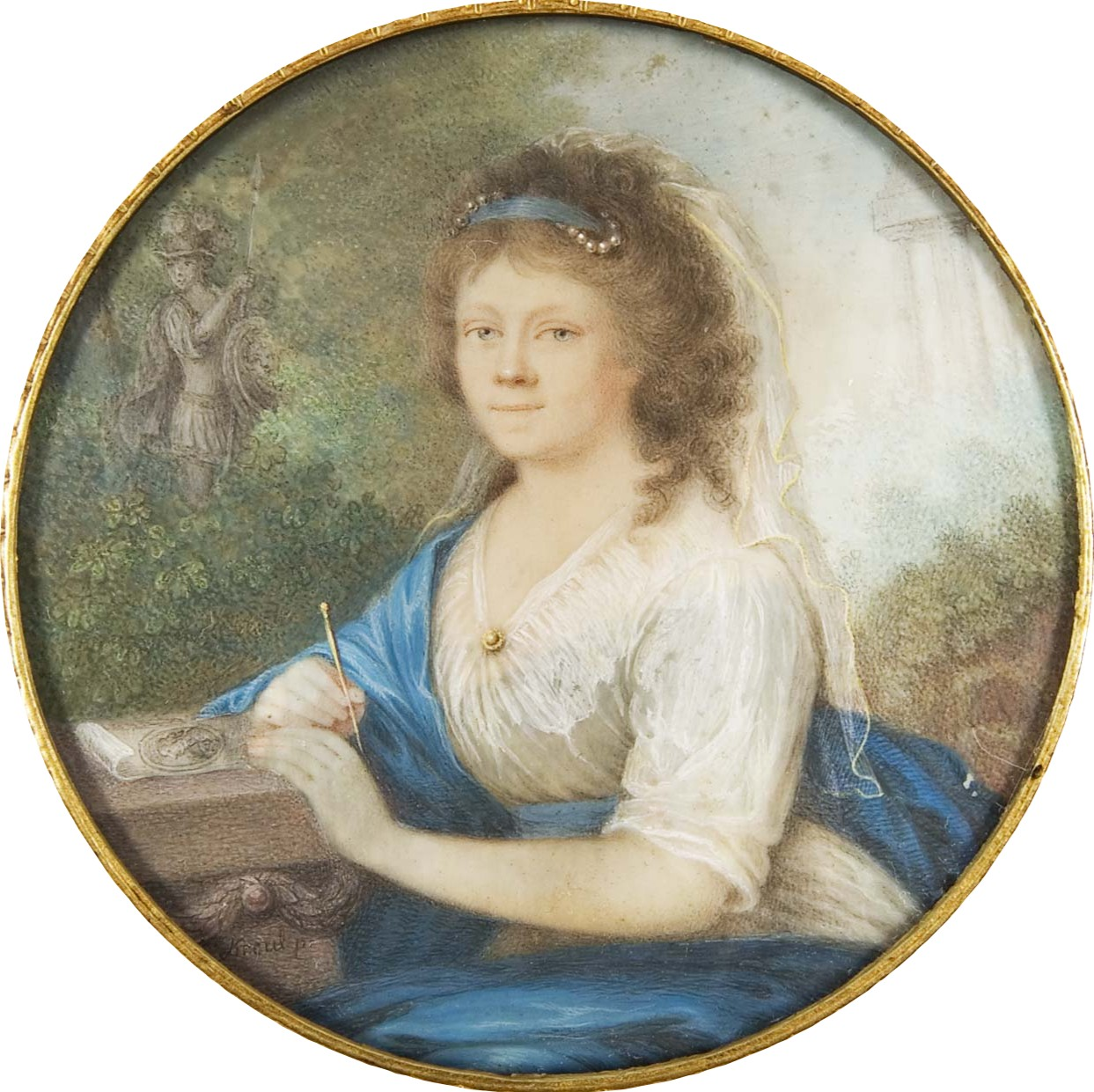
Amalie von Imhoff († 1831)

- 1802: Johannes Wiedewelt, dänischer Bildhauer
- 1812: Joachim Thomas Schuhbauer, deutscher Benediktinerpater und Pädagoge
- 1813: Johann Nicolaus Anton, deutscher lutherischer Theologe
- 1818: Abdallah I. ibn Saud, Imam der Wahhabiten
- 1826: Franz Louis Ernst Carl von Ziegesar, deutscher Oberjägermeister
- 1828: William Jackson, US-amerikanischer Jurist
- 1830: Simón Bolívar, lateinamerikanischer Politiker, Anführer der lateinamerikanischen Unabhängigkeitsbewegung
- 1831ː Amalie von Imhoff, deutsche Schriftstellerin und Salonnière
- 1833: Kaspar Hauser, deutsches Findelkind
- 1835: Pierre-Louis Roederer, französischer Staatsmann und Publizist, Großoffizier der Ehrenlegion
- 1842: Amandus Augustus Abendroth, hamburgischer Senator und Bürgermeister
- 1848: Louis Michel Auguste Thévenet, französischer General
- 1852: August von Legat, preußischer Generalleutnant und Direktor des Potsdamer Militärwaisenhauses.
- 1850: Friedrich Ammensdörfer, fränkischer Bierbrauer, Gastwirt und Politiker
- 1857: Francis Beaufort, irisch-britischer Admiral und Hydrograph
- 1860: Friedrich Heinrich Thielo Apel, deutscher Politiker
- 1860: Désirée Clary, Königin von Schweden
- 1861: Franz Abele von Lilienberg, österreichischer Feldmarschallleutnant
- 1861: Ignaz Maria Graf von Attems-Heiligenkreuz, österreichischer Geheimer Rat und Landeshauptmann der Steiermark
- 1862: Karl Arnold-Obrist, schweizerischer Bischof
- 1869: Christoph Eberhard Finckh, deutscher Altphilologe
- 1870: Saverio Mercadante, italienischer Komponist
- 1875: Theodor von Zwehl, deutscher Politiker, bayerischer Staatsminister, Regierungspräsident
- 1877: Louis Jean Baptiste d’Aurelle de Paladines, französischer General
- 1879: Rudolf Reichenau, deutscher Schriftsteller
- 1881: Isaac Israel Hayes, US-amerikanischer Arzt und Polarforscher
- 1881: Lewis Henry Morgan, US-amerikanischer Ethnologe
- 1886ː Clementine Stockar-Escher, Schweizer Aquarellistin und Zeichnerin
- 1890ː Samuel Duncan Parnell, britisch-neuseeländischer Zimmermann, Einzelkämpfer für die Einführung des Achtstundentags in Neuseeland
- 1891ː Benedikt Zuckermann, deutscher jüdischer Gelehrter und Lehrer für Mathematik und Astronomie

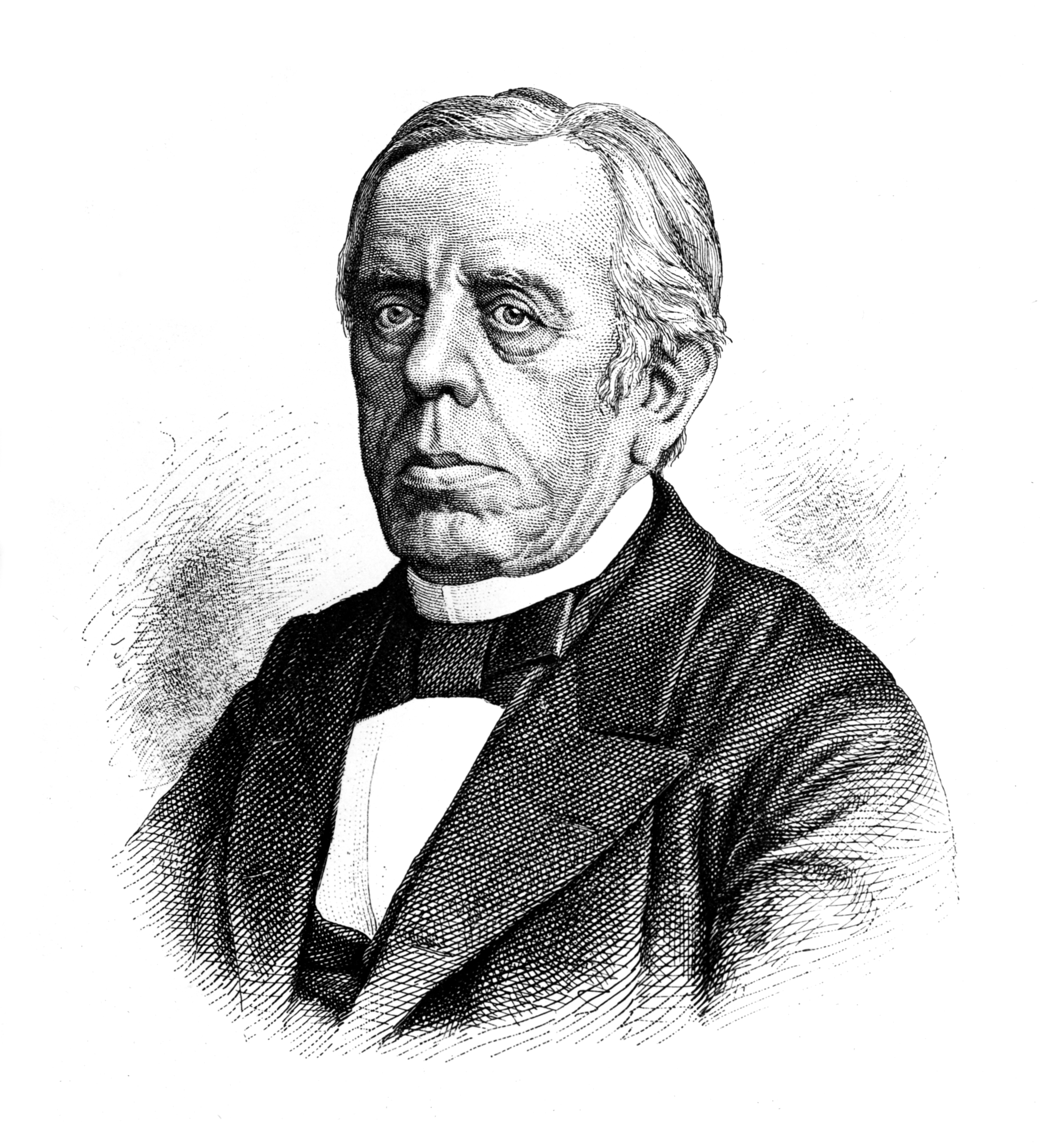
Georg von Wyss († 1893)

- 1893: Georg von Wyss, Schweizer Politiker und Historiker
- 1896: Franz Valentin Zillner, österreichischer Arzt, Historiker und Ethnograph
- 1898: Giovan Battista Buzzi-Cantone, Schweizer Pädagoge und Herausgeber
- 1898: Franz Hipler, deutscher Historiker, Theologe, Regens und Professor
- 1899: Urs Viktor Heutschi, Schweizer Bankier und Politiker

### 20. Jahrhundert

#### 1901–1950

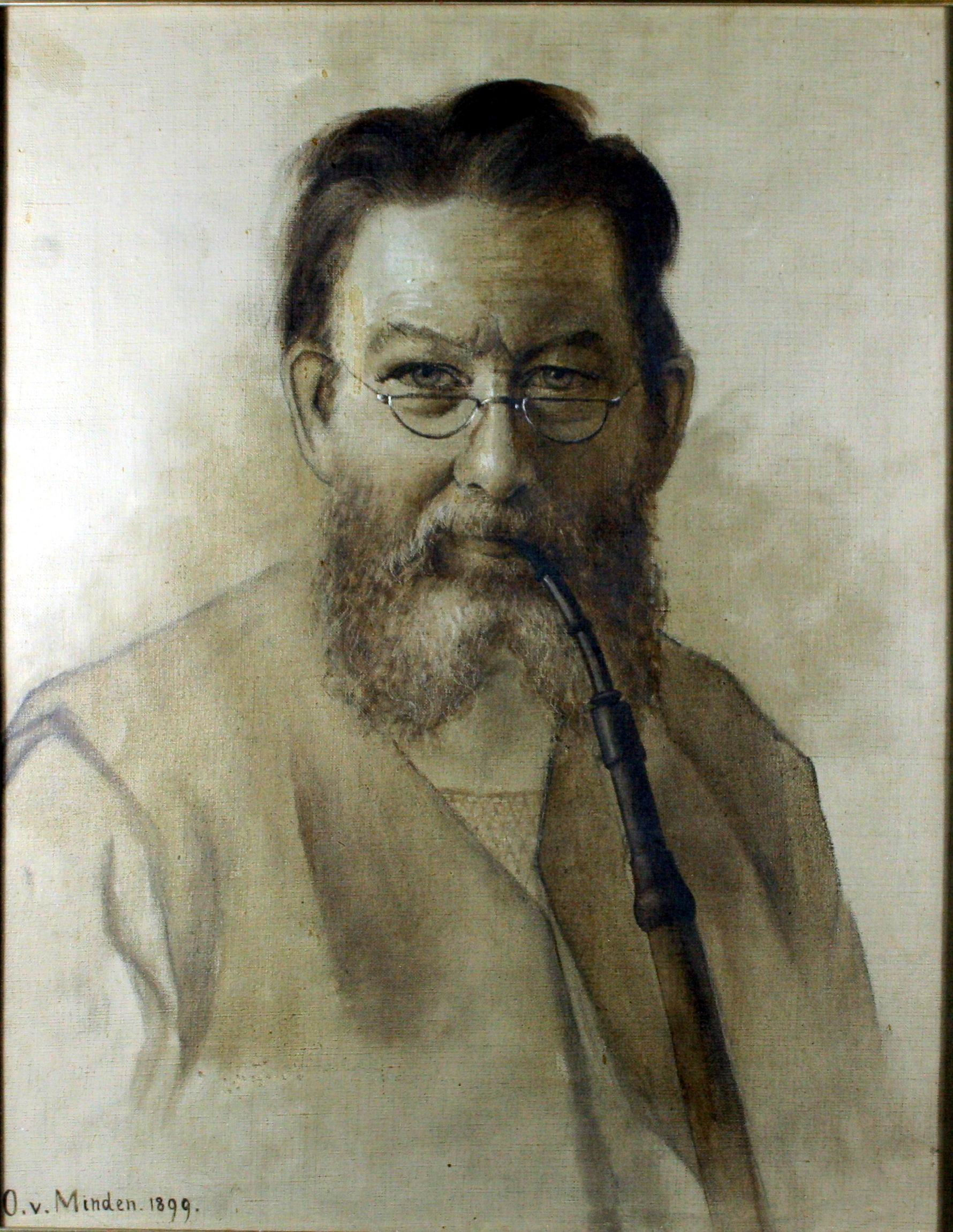
Julius Preller († 1914)

- 1901: Josep Manyanet i Vives, spanischer Priester und Ordensgründer
- 1904: Alfred Gotthold Meyer, deutscher Professor für Geschichte des Kunstgewerbes
- 1907: William Thomson (Lord Kelvin), britischer Physiker
- 1909: Leopold II., belgischer König
- 1909: Matthäus Much, österreichischer Denkmalpfleger und Archäologe
- 1909: Nicolaas Wilhelm Pieter Rauwenhoff, niederländischer Biologe
- 1914: Julius Preller, Landschaftsmaler, Fabrikdirektor
- 1917: Elizabeth Garrett Anderson, erste britische Ärztin
- 1919: José Cos y Macho, spanischer Geistlicher, Erzbischof von Valladolid, Kardinal

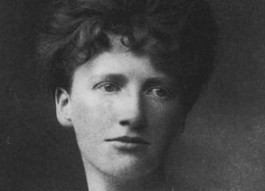
Eglantyne Jebb († 1928)

- 1921: Richard Ehrenberg, deutscher Nationalökonom
- 1921: Gabriela Zapolska, polnische Schriftstellerin
- 1922: Antonín Kalina, tschechischer Politiker
- 1924: Ludolf von Bismarck, deutscher Politiker und Landeshauptmann des Kreises Stendal
- 1924ː Emilie Mauerer, deutsche Politikerin (SPD)
- 1924ː Anna Plothow, deutsche Frauenrechtlerin, Gründerin von Kinderhorten, Schriftstellerin
- 1926: Klemens Brosch, österreichischer Grafiker
- 1928ː Eglantyne Jebb, britische Kinderrechts-Aktivistin, Gründerin der Organisation Save the Children
- 1933: Richard von Hagn, deutscher Maler
- 1934: William L. Harding, US-amerikanischer Politiker, Gouverneur von Iowa
- 1935: Juan Vicente Gómez, venezolanischer Diktator
- 1937ː Astrid Holm, dänische Malerin, Textilkünstlerin und Schulleiterin
- 1937: Forrest Lamont, kanadischer Sänger und Musikpädagoge
- 1940: Alicia Boole Stott, britische Mathematikerin
- 1947: Friedrich Attenhuber, deutscher Maler
- 1949: David Stanley Smith, US-amerikanischer Komponist
- 1950: Gusti Hecht, deutsche Architektin und Journalistin

#### 1951–2000
- 1951: Karl Meinhardt, deutscher Architekt des Neuen Bauens in Erfurt
- 1951: Charlotte Andrews Stephens, US-amerikanische Pädagogin, erste afroamerikanische Lehrerin im Schuldistrikt Little Rock
- 1952: Wilhelm Bruckner, Schweizer Germanist und Linguist
- 1953: Jules-Henri Addor, Schweizer Politiker
- 1954: Zofia Nałkowska, polnische Schriftstellerin
- 1957: Dorothy L. Sayers, britische Schriftstellerin
- 1958: Richard Ungewitter, deutscher Pionier und Organisator der FKK-Bewegung
- 1963: Amedée Rossi, französischer Automobilrennfahrer
- 1964: Victor Franz Hess, österreichischer Physiker und Nobelpreisträger
- 1965: Maurice Faure, französischer Flieger und Automobilrennfahrer
- 1965: Max Hinrichsen, deutsch-britischer Musikverleger
- 1970: Albrecht Köstlin, deutscher Agrarökonom, Landarbeitswissenschaftler und Bautechnologe
- 1971: Albert Lieven, deutscher Schauspieler
- 1973: Charles Greeley Abbot, US-amerikanischer Astrophysiker
- 1973: Amleto Giovanni Cicognani, italienischer Geistlicher, vatikanischer Diplomat, Kurienkardinal
- 1973: Josef Klein, deutscher Motorradrennfahrer
- 1973: Willi Trinne, deutscher Lokalpolitiker
- 1975: Hound Dog Taylor, US-amerikanischer Sänger, Pianist und Gitarrist
- 1977: Benny de Weille, deutscher Klarinettist, Komponist, Arrangeur und Orchesterleiter
- 1977: Annemarie von Jakimow-Kruse, deutsche Malerin
- 1978: Don Ellis, US-amerikanischer Musiker
- 1978: Joseph Kardinal Frings, deutscher Geistlicher, Erzbischof von Köln
- 1978: Walter Vesper, deutscher Politiker
- 1981: Edwin Erich Dwinger, deutscher Schriftsteller
- 1981: Børge Ralov, dänischer Balletttänzer und Choreograph
- 1981: Mehmet Shehu, albanischer Politiker
- 1982: Philipp Jarnach, deutscher Komponist und Musikpädagoge
- 1983: Hashikawa Bunzō, japanischer Historiker und Politikwissenschaftler
- 1983: Hal Pereira, US-amerikanischer Filmausstatter
- 1984: Sonja Ferlov Mancoba, dänische Bildhauerin
- 1985: Otto Erich Strasser, Schweizer evangelischer Geistlicher und Hochschullehrer
- 1985ː Maria von der Osten-Sacken, deutsche Schriftstellerin und Drehbuchautorin
- 1986: Giulio Ramponi, italienischer Automobilrennfahrer
- 1987: Bernard Jan Alfrink, niederländischer Geistlicher, Erzbischof von Utrecht, Kardinal
- 1987: Horst Käsler, deutscher Handballspieler und -trainer sowie Professor für Sportdidaktik
- 1987: Marguerite Yourcenar, französische Schriftstellerin
- 1991: Aida Mitsuo, japanischer Dichter und Kalligraph
- 1992: Günther Anders, österreichischer Schriftsteller und Philosoph
- 1992: Dana Andrews, US-amerikanischer Schauspieler
- 1992ː Martta Martikainen-Ypyä, finnische Architektin
- 1994: Jean-Jacques von Allmen, Schweizer evangelischer Geistlicher und Hochschullehrer
- 1994ː Ruth Baumann-Bantel, deutsche Textil-Künstlerin und Malerin
- 1995: Jörg König, deutscher Politiker
- 1996: Armando Luis Gallop, US-amerikanischer DJ und Musikproduzent
- 1996: Magda Rose-Weingardt, deutsche Malerin
- 1999: Rex Allen, US-amerikanischer Sänger und Schauspieler
- 1999: Paolo Kardinal Dezza, italienischer Ordensgeistlicher
- 1999: Grover Washington Jr., US-amerikanischer Jazz-Musiker
- 2000: Walter Felicetti-Liebenfels, österreichischer Kunsthistoriker
- 2000: Joan Maxwell, kanadische Sängerin und Musikpädagogin
- 2000: Harold Rhodes, US-amerikanischer Instrumentenbauer

### 21. Jahrhundert
- 2001: Doğan Seyfi Atlı, türkischer Fußballspieler
- 2001: Jeanne Mandello, deutsche Fotografin
- 2001: Martha Mödl, deutsche Opernsängerin
- 2003: Otto Graham, US-amerikanischer Basketballspieler, American-Football-Spieler und -Trainer
- 2003: Walter Spiel, österreichischer Psychiater und Neurologe
- 2004: Erich Auer, österreichischer Schauspieler
- 2004: Dick Heckstall-Smith, britischer Blues-, Rock- und Jazz-Saxophonist
- 2004: Dietrich Schwanitz, deutscher Literaturprofessor und Autor
- 2004: Tom Wesselmann, US-amerikanischer Pop-Art-Künstler
- 2005: Jack Anderson, US-amerikanischer Journalist, Pulitzer-Preisträger
- 2006: Albert Hetterle, deutscher Schauspieler, Regisseur und Theaterleiter
- 2007: Karl-Emil Schade, deutscher Pfarrer und Bibelübersetzer
- 2008: Sammy Baugh, US-amerikanischer American-Football-Spieler und -Trainer
- 2008: Freddy Breck, deutscher Schlagersänger, Komponist, Produzent und Moderator
- 2008: Henry Ashby Turner, US-amerikanischer Historiker
- 2009: Óscar Almirón, argentinischer Ruderer
- 2010: Captain Beefheart, US-amerikanischer Musiker
- 2010: Celia von Bismarck, Schweizer Beraterin
- 2011: Cesária Évora, kap-verdische Sängerin
- 2011: Kim Jong-il, nordkoreanischer Politiker
- 2011: Richard Rudolf Klein, deutscher Komponist
- 2012: Asita Hamidi, Schweizer Harfenistin und Komponistin
- 2012: Daniel Inouye, US-amerikanischer Politiker
- 2012: Peter B. Kenen, US-amerikanischer Ökonom
- 2013: Leland Smith, US-amerikanischer Komponist, Fagottist und Musikpädagoge
- 2014: Fritz Rudolf Fries, deutscher Schriftsteller und Übersetzer
- 2018: Penny Marshall, US-amerikanische Filmschauspielerin und -Regisseurin
- 2019: Karin Balzer, deutsche Leichtathletin
- 2020: Namat Abdullah, malaysischer Fußballspieler
- 2020: Karl Otwin Becker, deutscher Volkswirt und Mathematiker
- 2020: Jean Blaton, belgischer Automobilrennfahrer und Musiker
- 2020: Jeremy Bulloch, britischer Schauspieler
- 2020: Pierre Buyoya, burundischer Politiker
- 2020: Srđan Savić, jugoslawischer Leichtathlet
- 2020: Per Svensson, schwedischer Ringer und Rechtsanwalt, Olympiamedaillengewinner, Weltmeister
- 2020: Peter Kneißl, deutscher Althistoriker
- 2021: Roland Jeanneret, Schweizer Journalist und Kommunikationsfachmann
- 2022: Dieter Henrich, deutscher Philosoph
- 2022: Elmar Kunauer, österreichischer Sprinter
- 2022: Urmas Sisask, estnischer Komponist und Musiker
- 2022: Marie-Luise Scherer, deutsche Schriftstellerin und Journalistin
- 2022: Eero Tapio, finnischer Ringer
- 2023: Regine Lutz, Schweizer Schauspielerin
- 2024: Rik Van Looy, belgischer Radrennfahrer
- 2024ː Marisa Paredes, spanische Schauspielerin
- 2024ː Beatriz Sarlo, argentinische Journalistin

## Feier- und Gedenktage
- Kirchliche Gedenktage
  - Hl. Sturmius, deutscher Abt, Missionar und Theologe, Klostergründer und Schutzpatron (evangelisch, katholisch, orthodox)
  - Hl. Daniel, israelitischer Prophet (armenisch, orthodox, evangelisch: LCMS)
  - Schadrach, Meschach und Abed-Nego, israelitische Jünglinge und Glaubenszeugen (armenisch, orthodox, evangelisch: LCMS)

- Namenstage
  - Jolanta, Lazarus

Weitere Einträge enthält die Liste von Gedenk- und Aktionstagen.